# Vénus d'Arles
La Vénus d'Arles (du nom du lieu de sa découverte) est une statue en marbre dégagée en 1651, lors de la fouille des vestiges romains proches du théâtre antique d'Arles. Elle représente probablement la déesse Vénus.
À l'époque de sa découverte, elle fut l'antique de référence, mais aujourd'hui la restauration effectuée par François Girardon au XVIIe siècle suscite des réserves bien que sa portée ait été très exagérée. À ce titre, elle témoigne de l'évolution de la science archéologique. Alors qu'il s'agit vraisemblablement d'une copie romaine, elle constitue l'une des traces majeures de la sculpture du second classicisme grec rattachée à l'œuvre de Praxitèle. On lui reconnaît d'être un type iconographique pour certaines répliques et statues semblables. Elle pourrait être l'une des sources d'inspiration du mythe de l'Arlésienne.
Elle est conservée à Paris au musée du Louvre depuis la Révolution française, après avoir orné le château de Versailles pendant plus d'un siècle.

## Une «Vénus» à la plastique grecque
Il est généralement admis que la Vénus d'Arles est une statue romaine datant de la fin du Ier siècle av. J.-C. (règne de l'empereur Auguste). Elle serait la copie d'un original en marbre ou en bronzeconnu sous le nom d'Aphrodite de Thespies, du sculpteur grec Praxitèle trois siècles plus tôt (vers 360 avant notre ère).

### Présentation

#### Description

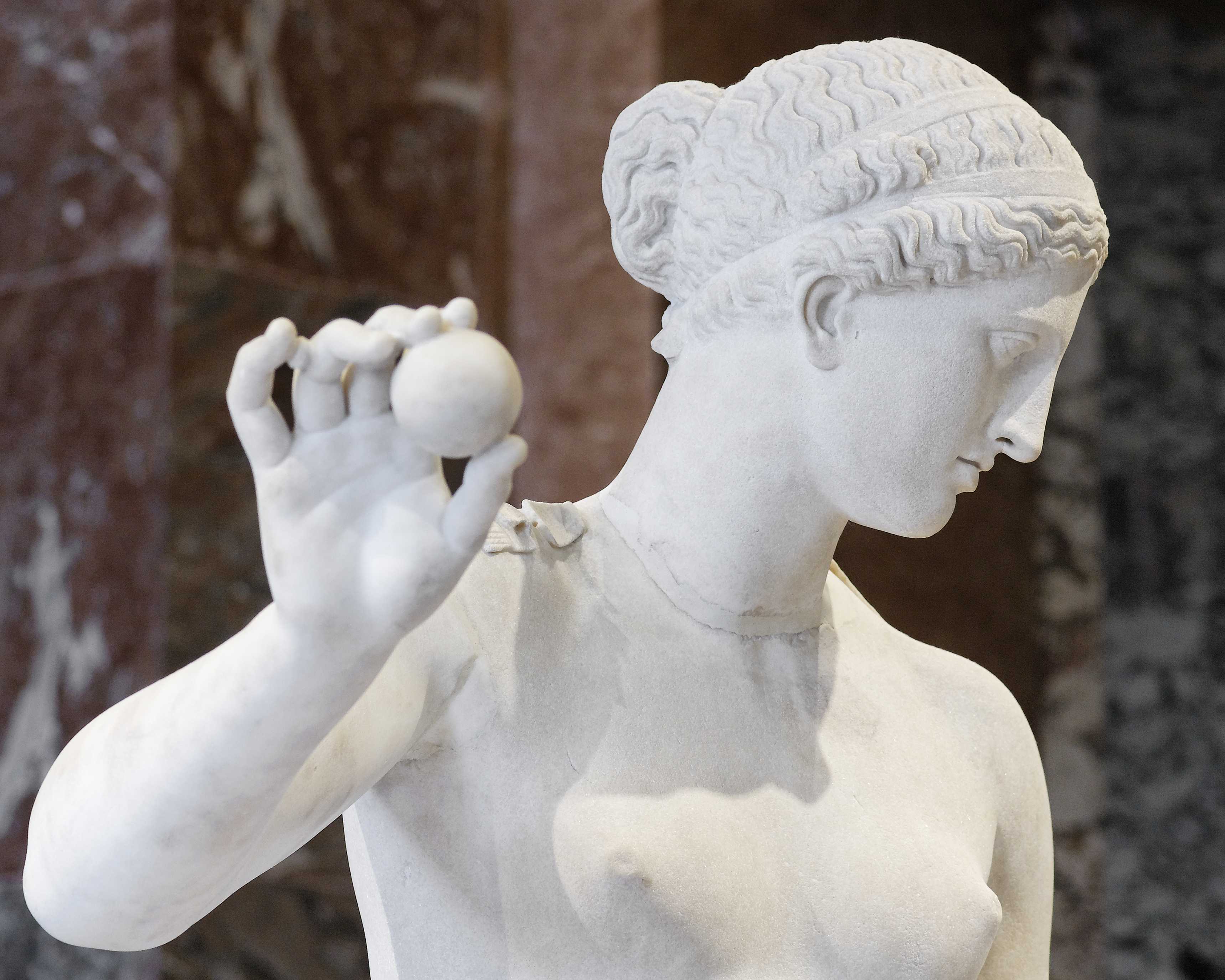
Profil droit de la Vénus d'Arles et le bras rajouté par Girardon avec la pomme de Pâris.

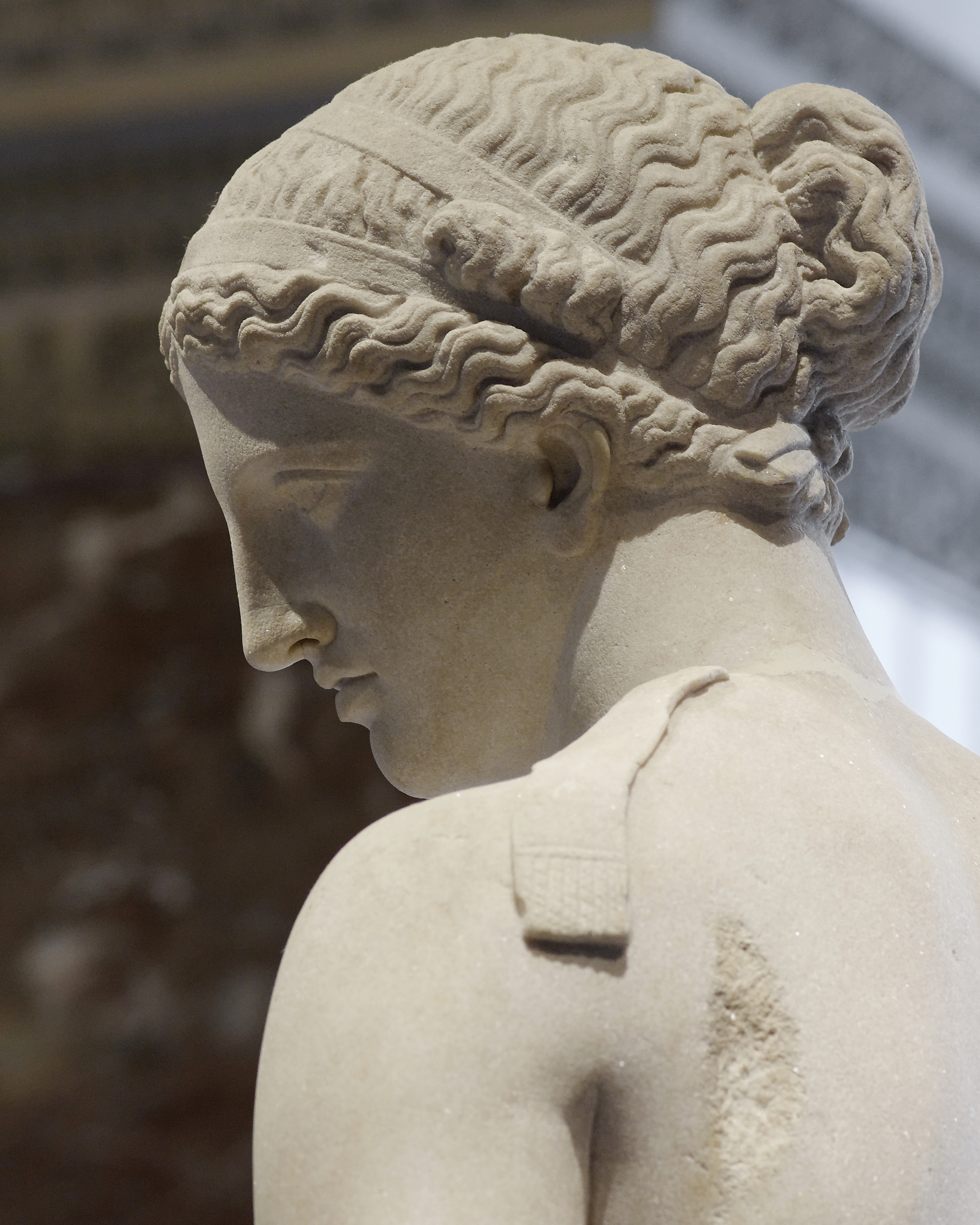
Profil gauche de la Vénus d'Arles et trace de mutilation sur l'omoplate.

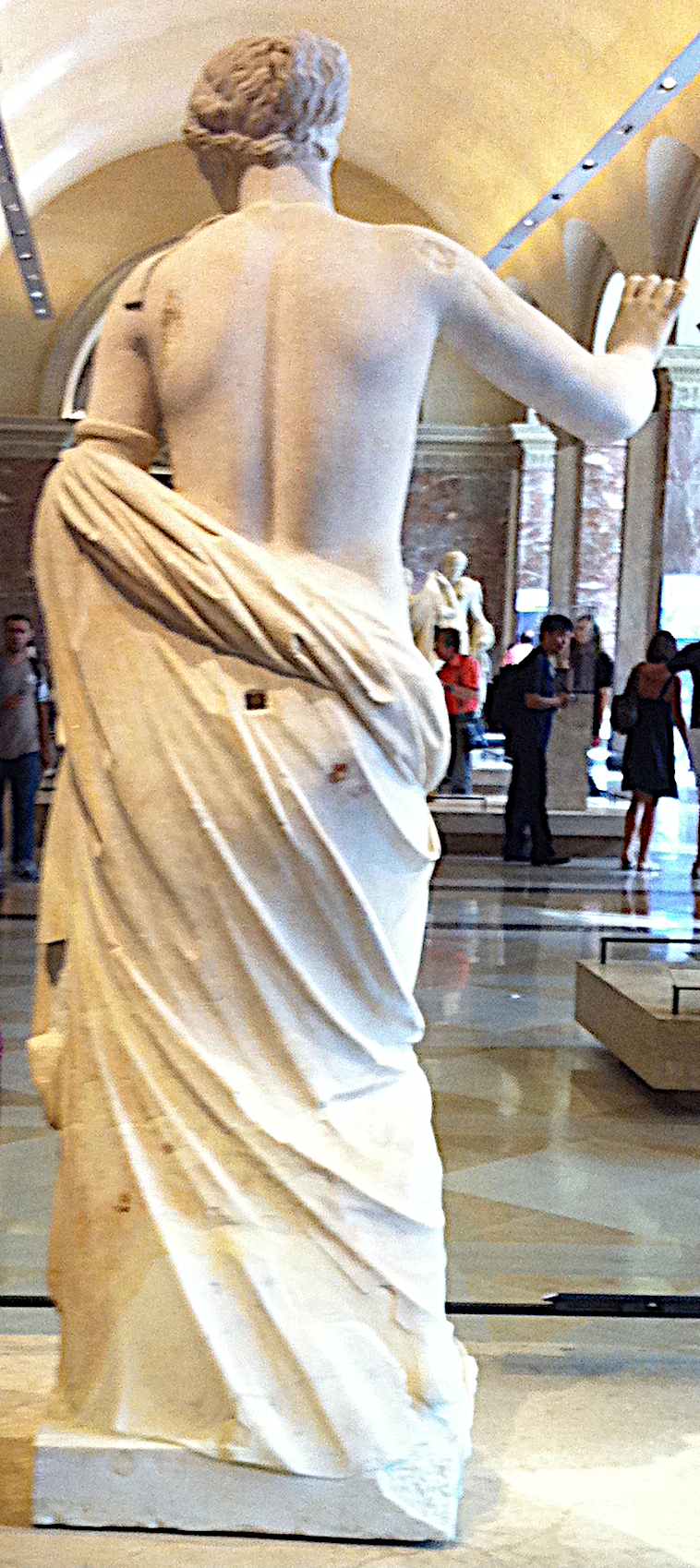
La Vénus d'Arles de dos avec ses mutilations et le trou de crampon.

La statue, traitée en ronde-bosse, sculptée dans un seul bloc de marbre blanc cendré, à gros grains, supposément en provenance du mont Hymette près d'Athènes (pour la partie antique), présente une femme mesurant 1,94 m (2,08 m avec le socle et une profondeur de 65 cm),, donc plus grande que les femmes de l'époque.
Elle a le haut du corps, plutôt menu, nu jusqu'au bassin. Elle est dans une position « souplement hanchée ». La partie inférieure est enveloppée d'un manteau drapé qui débute aux hanches, descend à plis larges profondément creusés jusqu'aux pieds, vient s'enrouler autour du bras gauche et retombe le long de la jambe. Le bord en est froncé pour un effet de frange (en grec ancien, κράσπεδον / craspedon). Un petit morceau du pli de côté manque. Le bras gauche descend le long du corps. Il est orné en partie haute d'un bracelet (spinther) à cabochon incrusté (comportant un chaton vide). La tête est scellée au torse par un joint qui masque que sa cassure initiale n'avait avec le torse qu'un seul point de contact. La chevelure, relevée en chignon, est cerclée d'un ruban enroulé deux fois dont la partie la plus frontale présente également un chaton vide en son centre supérieur. Les oreilles ne sont pas percées. Le dos, qui présente encore deux traces de mutilation (épaule et omoplate), est traité sobrement et présente un trou de crampon carré au niveau des reins, sur le bourrelet du drapé arrière. Les pieds sont chaussés de sandales et partiellement recouverts par le drapé. Un joint placé au bord de la draperie partage horizontalement la statue en deux morceaux, comme cela est courant. Au-dessous du genou droit, on voit dans le marbre un fil remastiqué qui traverse toute la statue.
Dans son état actuel, après restauration et divers ajouts en marbre de Carrare par François Girardon, l'avant-bras se relève et la main tient un manche de miroir. Le bras droit est élevé à la hauteur de l'épaule et la main présente une pomme. La tête s'incline vers le miroir (absent). Le ruban cerclant la tête retombe sur chaque épaule.

#### Décoration de la statue
Lors de sa découverte, la Vénus était d'une couleur légèrement brun-doré, avec quelques traces témoignant d'un apprêt polychrome (sans doute une peinture à l’encaustique, appliquée chaude), qui devait donner aux chairs de la Vénus d’Arles la couleur de la peau et un aspect diaphane qui ont disparu au profit d'une blancheur faussement conforme à l'esthétique gréco-romaine telle que se la représente la croyance populaire. Aujourd'hui, l'absence de cette protection sur la Vénus (comme sur bien d'autres antiques) et les conséquences sur sa conservation, peuvent prêter à polémiques.
Louis Jacquemin note que l'on a retrouvé des traces de couleur rouge dans la chevelure, ce qui pourrait indiquer qu'elle était dorée. Jules Formigé, quant à lui, semble suggérer que le drapé était possiblement teinté en bleu. En outre, il observe que la Vénus devait être pourvue de bijoux (au centre du cerclage avant de la tête et dans le chaton du bracelet du bras gauche). Pour Cécile Carrier il s'agissait, pour la tête, probablement d'une pièce rapportée en métal, une étoile ou un diadème.

#### Place et influence dans l'art grec
La Vénus d'Arles serait d'un nouveau type apparu en Grèce au début du IVe siècle av. J.-C., alors que la représentation de la déesse avait déjà connu par le passé plusieurs transformations suivant l'évolution de son mythe, y compris une époque de nudité vulgaire (Chypre, Iles de l'archipel). Aphrodite était en effet devenue une divinité virginale, soudain empreinte de gravité, drapée tout du long et parfois diadémée (telles la Déesse Céleste, l'Aphrodite aux jardins d'Acamène, l'Aphrodite voilée du Parthénon). À l'orée de la période hellénistique, avant que ne s'opère à nouveau le retour au nu intégral (avec la descendance de l'emblématique Vénus de Cnide), la Vénus d'Arles semble donc faire partie de cette ultime transition, nue jusqu'à la ceinture et plus avenante (type Vénus Victrix ou « Nikêphoros »), ce qui la placerait — de ce point de vue — dans le même groupe que la Vénus de Capoue (Naples), la Vénus de Milo (Le Louvre) et l’Aphrodite tordant sa chevelure (Vatican), dont la Vénus d'Arles serait le modèle ayant pu toutes les inspirer.
Charles Lenthéric s'autorisait à classer — de manière quelque peu datée — la Vénus d'Arles dans l'art grec ainsi :

« Quand on la dégage de ses appendices modernes, elle représente un des types les plus séduisants de la beauté grecque ; il est difficile toutefois de la rapporter à la grande époque de l'art ; elle a trop de grâce et pas assez de noblesse, et paraît devoir être classée dans le groupe charmant des statues antiques, élégantes, délicates et un peu voluptueuses, qui ont immédiatement précédé l'époque de la décadence (hellénistique). »

### Identification
Dès sa découverte et avant même que son attribution ne fasse l'objet d'hypothèses pertinentes (cf. infra), l'interprétation de l'identité de la statue se posait.

#### Rattachement, impact de la découverte
Sa dénomination Vénus « d’Arles » provient d'abord de ce qu'elle a été découverte à Arles en juin 1651 au tout début de la fouille des vestiges romains (fortuitement lors du creusement d'une citerne sur le site encore privé) préalable au désenclavement du théâtre antique d'Arles dont elle fut un ornement (voir infra) et de l'immense ferveur populaire qu’elle a suscitée sur place, émoi qui a ensuite traversé la communauté archéologique mondiale compte tenu qu'à cette époque du Roi-soleil la France était le centre du monde culturel.

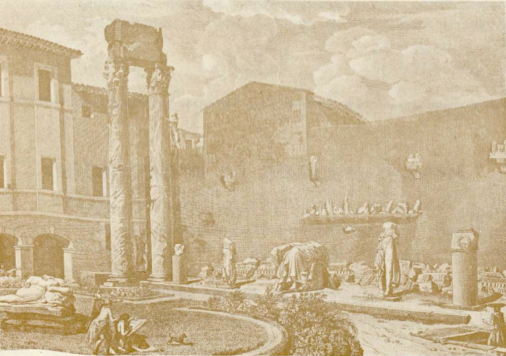
La cour de la Miséricorde au début du XIXe siècle, avant le dégagement du théâtre antique d'Arles, véritable musée à ciel ouvert après l'extraction de la Vénus d'Arles aux pieds des « deux veuves ». Des copistes sont à l'œuvre.

Non sans controverse, la Vénus connut ainsi plus d'un siècle et demi d'une extrême célébrité et jouira pendant longtemps de la considération des spécialistes. L'émotion de la population et des élites fut initialement alimentée par le feuilleton de la découverte qui s'éternisa et par la rareté, pour l'époque, de cette étrange statue déshabillée et sans attributs permettant de l'identifier d'emblée. Ainsi, la statue fut mise au jour aux pieds des « deux veuves », successivement, par fragment séparé, sans que l'on retrouvât finalement les bras, malgré de très longues recherches sur le moment, trente ans plus tard, puis au XIXe siècle, ce qui se fit parfois sans précaution. On doit néanmoins mentionner qu'un bras mystérieux, peut-être celui de la Vénus, fut découvert et envoyé à Paris en 1821 sans que l'on en retrouve trace par la suite. La Vénus d'Arles est cependant la seule statue de ce type à avoir sa tête, l'absence de bras due à la manufacture des statues étant par ailleurs fréquente.
L'impact de la découverte était si important que les consuls de la ville d'Arles s'empressèrent de l'acquérir avant de la mettre à disposition du public, les premières fouilles terminées et la reconstruction de la Vénus réalisée, par l'assemblage des quatre fragments effectué par Jean Sautereau en 1652,. Elle fut alors exposée pendant 30 ans dans cette ville, d'abord à la vieille Maison commune, un temps dans une « armoire faite exprès » dans un local provisoire,, puis finalement, après une restauration due à Jean Dedieu, dans la Tour de l'Horloge là où se trouve l'escalier d'honneur du nouvel hôtel de ville, comme une figure emblématique de la beauté, témoignant également des nobles racines des habitants de la région, selon la thèse de l'époque (reprise deux siècles plus tard par les félibres comme Frédéric Mistral et par les ethnographes provençaux — cf. infra). On vient la voir de toute l'Europe, ce qui suscita la convoitise du Roi. Sur son injonction, elle sera cédée à Louis XIV, qui l'avait découverte lors de visites antérieures, pour conforter le prestige de sa galerie des glaces, dans l'espoir qu'il en soit reconnaissant à la ville d'Arles qui espérait un geste royal fort en retour ; en vain. La Vénus arriva cependant d'abord à Paris où elle fut exposée quelque temps au Palais Brion (lié au Palais-Royal). À sa place, à Arles, il fut mis une copie de la statue originelle — aujourd'hui disparue — réalisée par Jean Péru (infra).
Préalablement protégés à des fins archéologiques, les lieux de la découverte, où les deux dernières colonnes corinthiennes — dites les « deux veuves » — restèrent longtemps en l'état, devinrent de facto un véritable musée à ciel ouvert, sans doute l'un des premiers au monde dans ce domaine, avant que les vestiges du théâtre ne soient complètement mis au jour, puis réhabilités dans la seconde moitié du XIXe siècle,.

#### Diane ou Vénus?

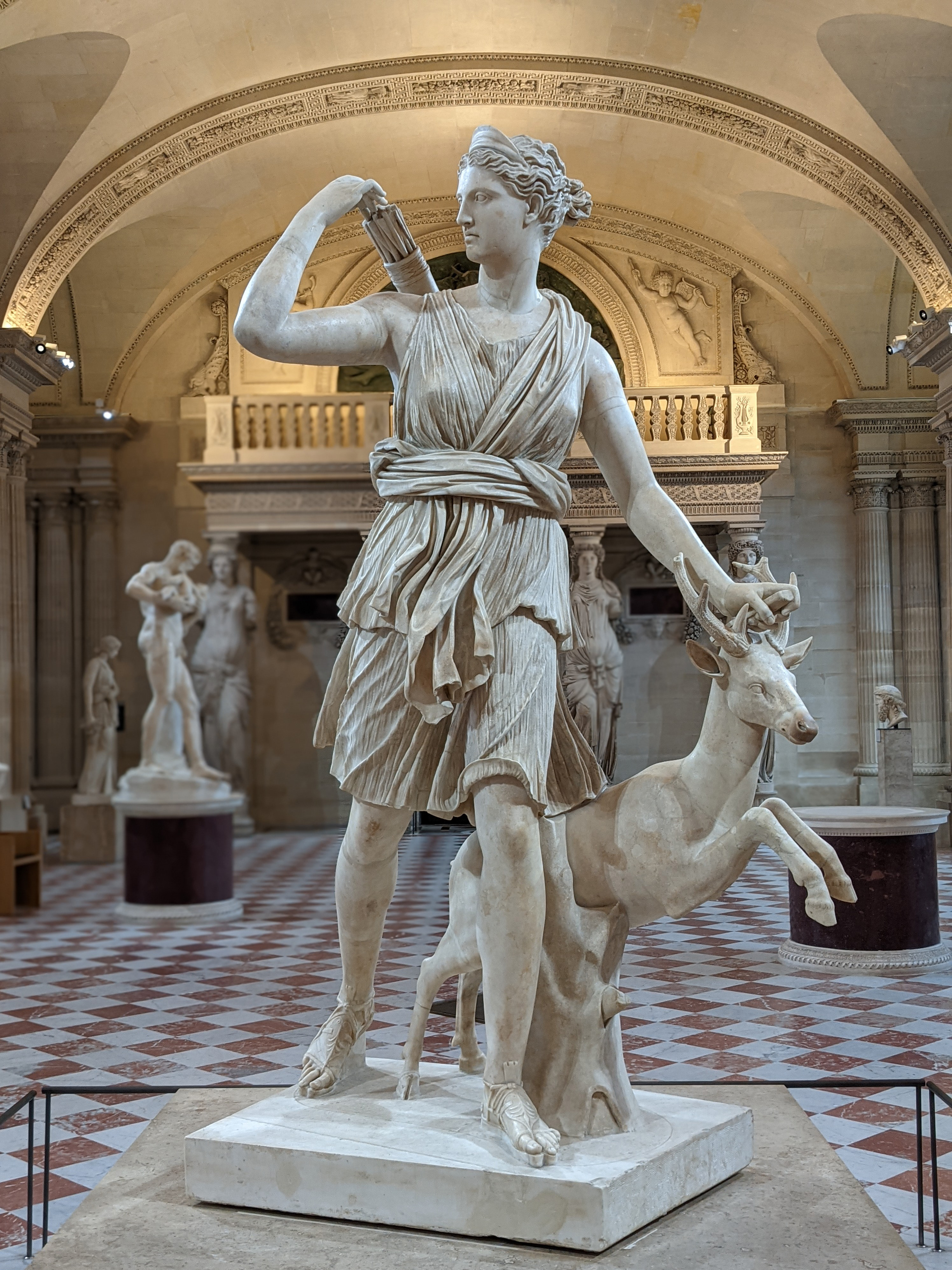
Diane de Versailles côtoyait la Vénus d'Arles dans la galerie des glaces.

Particulièrement pendant toute cette première période provençale, et même bien au-delà, compte tenu que sa demi-nudité surprenait et du fait de l’absence de ses bras et de tout autre signe d'identité, elle fit l'objet d'une retentissante polémique savante qui amplifia le mystère et la légende naissante de la « Vénus ».
S’agissait-il d'une Artémis (Diane chez les Romains), comme il fut conclu en premier lieu, notamment par les érudits (« les antiquaires ») arlésiens qui suivirent la sentence de François Rebattu ? D'où les gravures de cette époque qui la représentent durablement sous le nom de « Diane d'Arles ». S'agissait-il plutôt d'une Aphrodite (Vénus chez les Romains), déesse de l'amour, comme on en a convenu finalement malgré sa nudité partielle, en constatant (notamment) que le lieu de découverte, identifié initialement comme un temple à cause de deux colonnes encore debout (les deux veuves) qui le laissaient penser et de la tradition qui le situait là, était, en fait, incontestablement un théâtre antique, donc, sans doute dédié à Vénus et à Apollon, comme de coutume au temps d'Auguste ?
Le débat fit rage avec une égale érudition, notamment entre ecclésiastiques et savants mais c'est cette dernière thèse en faveur d'une Vénus — étayée à la fois par la fonction déterminante des lieux (un théâtre, comme le démontra Jacques Peitret) et par les caractéristiques du vêtement (trop long et ne couvrant pas les seins de façon serrée), celle de la coiffure (trop stricte pour une Diane), celles du corps avec de larges hanches (pas assez souple pour une Diane chasseresse) et l'absence des attributs nécessaires (carquois, flèches et arc) alors qu'un bracelet à cabochon incrusté présent au bras caractérise Vénus — que retiendra le roi, sur l'avis de son sculpteur François Girardon, conforté par ceux de Charles Le Brun et Jean-Baptiste Bouchardon,. Mais il pouvait aussi s'agir tout simplement d'une femme sortant du bain comme le défendit le comte de Caylus. Girardon avait eu cependant l'habileté de présenter au roi une petite cire de la statue réinterprétée avec ses bras, comportant une pomme dans la main droite, qui emporta la décision d'en faire une Vénus ; en tout cas pas une Diane car il y en avait déjà une prévue pour la grande galerie de Versailles et il pouvait difficilement y en avoir deux. La science contemporaine appuyée sur les découvertes ultérieures mises au jour lors des fouilles, ainsi que le dégagement du théâtre, confirmeront plutôt la conclusion des érudits de l'époque comme Claude Terrin en faveur d'une Vénus et la belle arlésienne est désormais admise par les chercheurs comme telle,, ralliés qu'ils sont à ce « sentiment universel » et son affirmation par le travail de Girardon, bien que la solidité de la sentence ne soit pas absolue. Nonobstant, la dénomination de Diane persistera étonnement longtemps à Arles.
La fonction exacte de la statue, sans doute une Vénus Victrix (infra), reste cependant en débat et plus tard, c'est une querelle plus feutrée, celle sur sa restauration, qui emportera la gloire de la Vénus d'Arles (infra).

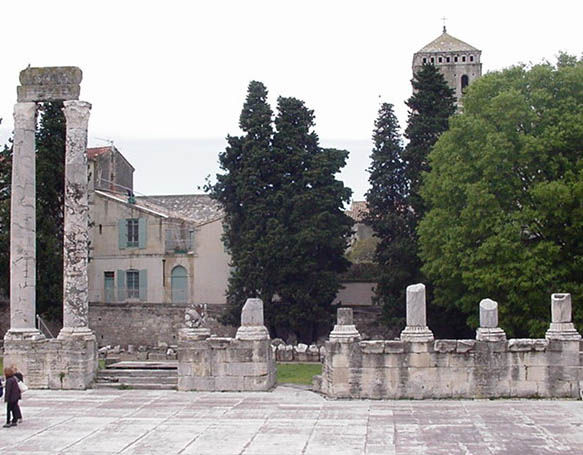
Vestiges du théâtre antique d'Arles et les « deux veuves » qui flanquaient la porte royale (2008) aux pieds desquelles fut découverte la vénus.

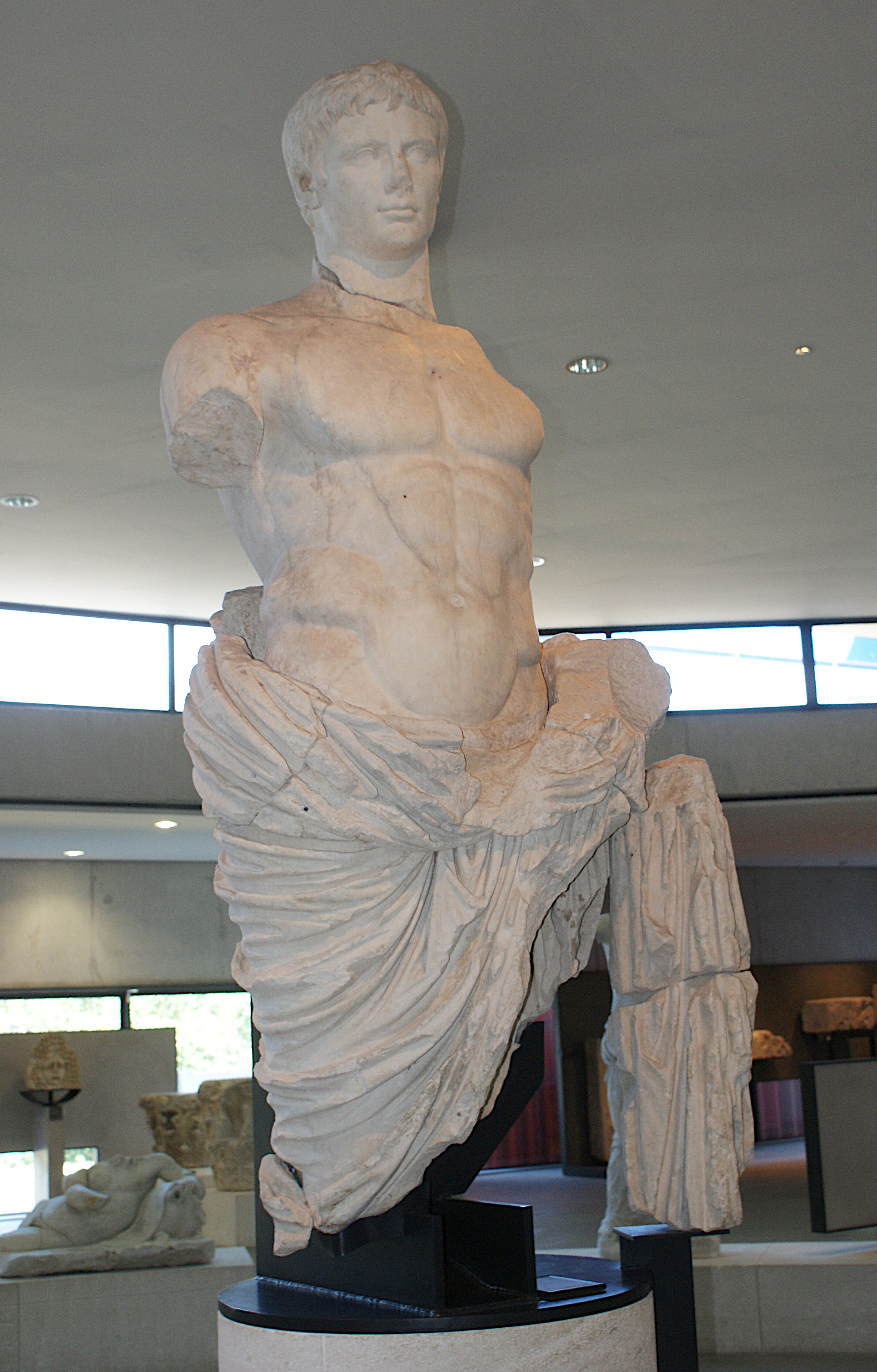
Vestiges de la statue monumentale d'Auguste qui ornait la porte royale du théâtre antique à la droite de laquelle devait se trouver la niche de la Vénus d'Arles (Musée départemental Arles antique).

#### Un ornement théâtral

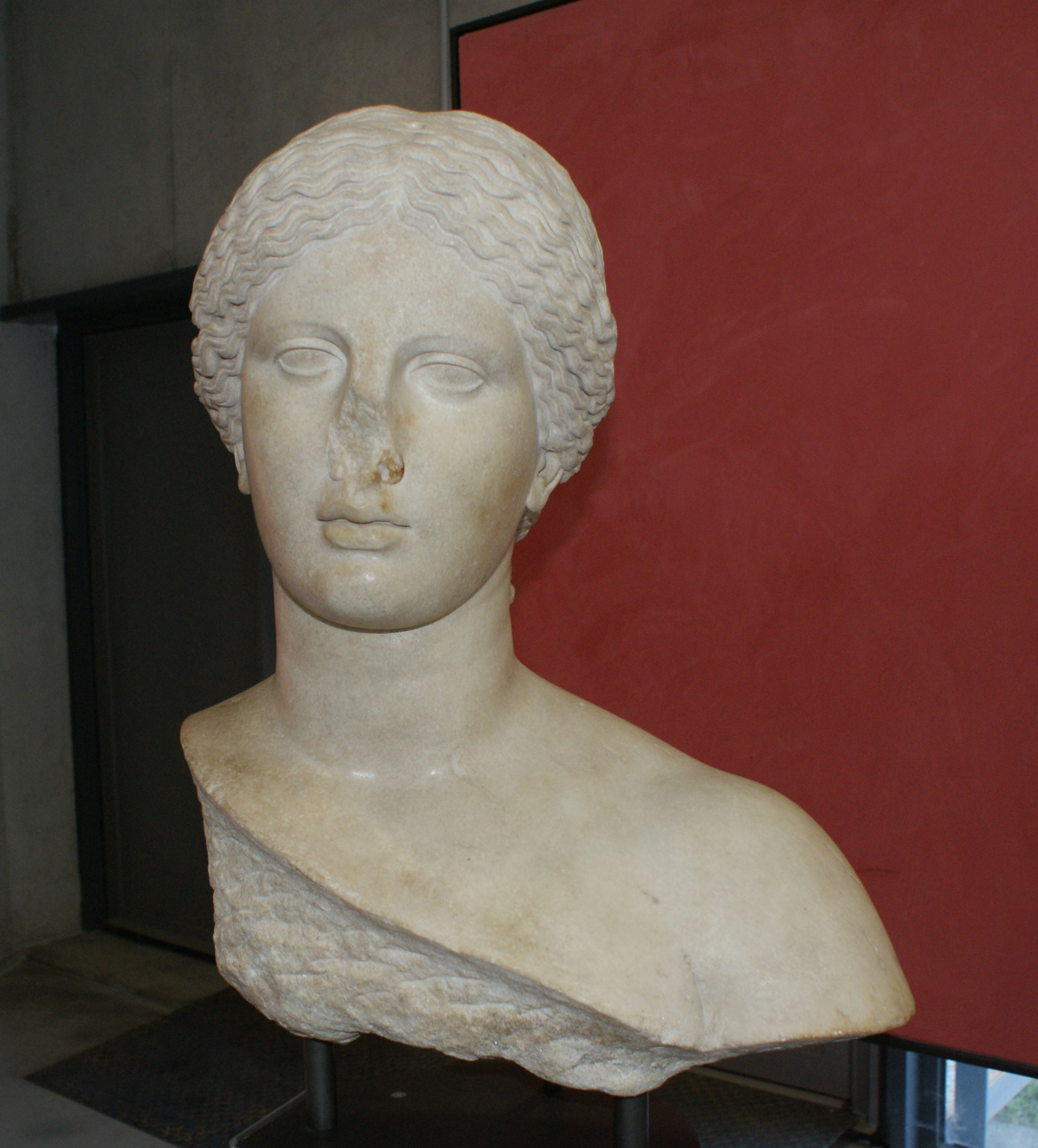
Ce fragment d'une Aphrodite, dite Tête d'Arles, ornait probablement en pied le théâtre d'Arles de manière symétrique à la Vénus d'Arles (Musée de l'Arles antique).

Élevée au rang de colonie romaine en récompense de son soutien à César, Arelate (Arles) se couvre d’édifices majeurs. La Vénus d'Arles fut l'un des principaux faire-valoir du théâtre d'Arles, érigé sous l'empereur Auguste qui, selon Jacqueline Gibert, était de « premier ordre », avec notamment un style, une architecture et des ornements riches en marbres « de la plus belle époque de l’art ».
Le théâtre peut avoir fonctionné jusqu'au Ve siècle, puis l'édifice antique disparait peu à peu sous un quartier comprenant notamment une église, remplacée au XVIIe siècle - au moment où la mémoire du monument romain resurgit - par un couvent (qui s'avérera bâti  sur le proscaenium et le postscaenium du théâtre) occupé en dernier lieu par les sœurs de la Miséricorde ; les sœurs avaient l'obligation de laisser libre accès, dans leur cour, aux deux colonnes du théâtre restantes, de triste réputation mais de riche facture (l’une en brèche africaine, l’autre en marbre saccharoïde) finalement surnommées « les deux veuves » au XIXe siècle par les Arlésiens.
Selon toute vraisemblance, compte tenu de l'emplacement de sa découverte au pied des dites colonnes corinthiennes encore visibles de nos jours - placées sur le côté droit de la porte royale (valva regia) - la Vénus proviendrait de la décoration du postscaeniumFormigé 1911, p. 658, un grand mur, comportant en l'espèce trois étages de colonnes, situé derrière le pulpitum (l'estrade de scène) qui dissimulait les coulisses des théâtres antiques, enjolivé par une importante statuaire inspirée de modèles grecs, notamment des danseuses et des déesses, encadrant comme pour le célébrer, la représentation majestueuse d'Auguste en Apollon qui dominait l'ensemble de l'édifice de façon centrale. La richesse de cette décoration témoigne d'ailleurs de l'importance accordée à la colonie arlésienne par Auguste, en même temps qu'elle concourt à le célébrer avec éclat.
La trace de scellement que la statue a dans le dos au niveau des reins (trou de crampon), le traitement simplifié du dos et la forme aplatie que présente l'ensemble de la statue indiquent que cette dernière devait être scellée dans un mur, probablement dans une niche. Par analogie avec le théâtre d'Orange mieux conservé, l'architecte Jules Formigé, qui après son père fouilla et restaura les deux théâtres, assez semblables, suppose donc que la Vénus d'Arles avait son pendant du côté gauche de la porte royale, peut-être la Vénus plus pudique dont on a retrouvé la tête avec le nez cassé (connue sous l'appellation « tête de Livie » puis « tête d'Arles »), dont l'épaule nue devait émerger du drapé qui l'habillait entièrement. La porte royale elle-même devait supporter dans sa partie supérieure l'imposante statue d'Auguste debout (3 m 20 environ) dont le torse découvert au XVIIIe siècle, puis la tête (exhumée postérieurement, comme la tête d'Arles au début du XIXe siècle) se trouvent actuellement au Musée de l'Arles et de la Provence antique, tout comme la tête d'Arles, l'autel d'Apollon (qui ornait la base du pulpitum) et un plâtre moderne de la Vénus d'Arles.  
Comme pour tout théâtre romain,, la décoration du théâtre d'Arles mêlait célébration politique et invocation des dieux. Outre la personnification d'Apollon, l'idéologie augustéenne utilise ainsi Vénus, déesse non seulement protectrice mais fondatrice de la dynastie de la « gens Julia », pour légitimer le pouvoir du nouvel empereur par sa filiation divine et son destin de vainqueur. La Vénus d'Arles, supposément une déesse de type Victrix (infra), serait ainsi un double hommage à Auguste, à ses victoires et aux vétérans de sa Legio VI Victrix, premiers colons d'Arelate, par ailleurs renommée par lui « Colonia Julia Paterna Arelate » en l'honneur de Jules César, son père adoptif, qui l'avait érigée en colonie romaine ; lui-même ainsi doublement invoqué puisque la seconde statue encadrant l'Apollon-Auguste serait de type Vénus Genetrix, la déesse protectrice de César. Cette symbolique est renforcée par la présence du taureau, emblème de la Legio VI et signe zodiacal de Vénus, que l'on trouve sous forme de protomés sur la frise du mur extérieur de la cavea.
Quant à l'état de mutilation et de fragmentation dans lequel la Vénus fut trouvée dans les ruines du théâtre (supra), il serait consécutif, selon Jules Formigé, soit aux invasions barbares contemporaines de la prise d'Arles en 260, soit plutôt au zèle de chrétiens qui pillaient les sites antiques pour la construction de basiliques et qui obéirent à Saint Hilaire, évêque d'Arles, qui fit détruire les représentations païennes au milieu du Ve siècle,,. Mais, selon Charles Lenthéric, la Vénus qui, les bras mis à part, est dans un état relativement intact après reconstitution, fut protégée d'une destruction complète par les ruines mêmes sous lesquelles elle était ensevelie.

### Attribution
Connue par d’autres répliques, elle reproduirait l’Aphrodite de Thespies, œuvre disparue d’un des plus grands sculpteurs grecs classiques, Praxitèle, réalisée vers 360 av. J.-C., dont le modèle était sa maîtresse, la courtisane Phryné. En dehors de ses qualités plastiques propres, c'est aussi ce qui lui donne de l'importance puisque Praxitèle n'a pas laissé beaucoup de traces de son œuvre, sinon dans la littérature, ce qui corrélativement incite à être prudent sur cette attribution.

#### Les indices stylistiques

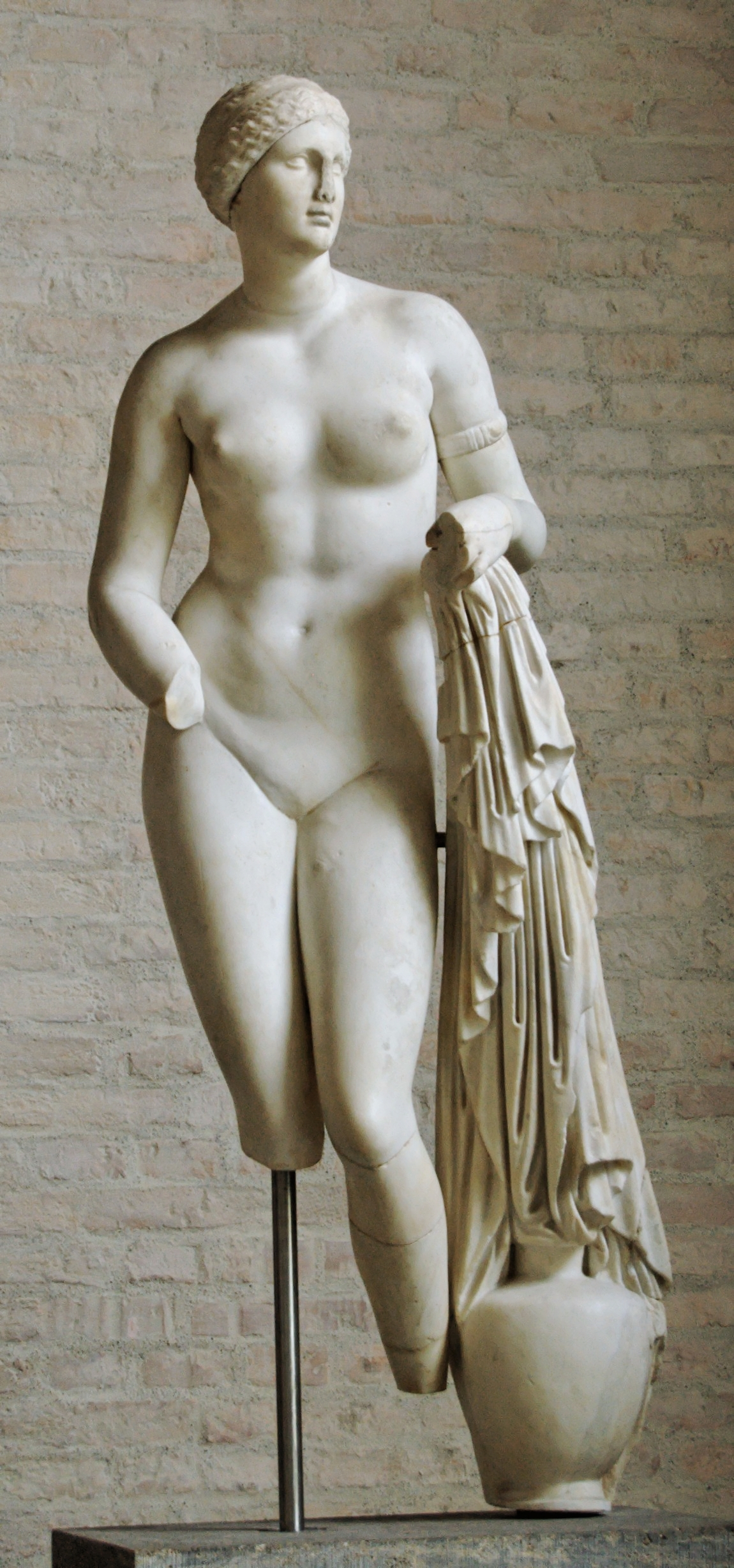
Aphrodite Braschi, type Aphrodite de Cnide, Glyptothèque de Munich. La Vénus d'Arles, prélude au nu féminin praxitèlien ?

Au même titre que l'ensemble des œuvres rattachées sans preuve absolue à Praxitèle, la Vénus d'Arles contribue à « se faire une idée de l’alphabet du maître grec » en même temps qu'elle semble symétriquement démontrer son appartenance : « une ligne souple, presque indolente », un visage songeur avec des traits réguliers. Mais surtout, avec son buste nu, cette statue manifesterait ainsi un premier mouvement révolutionnaire vers la nudité intégrale dont on prête l'invention à Praxitèle, avec sa non moins célèbre Aphrodite de Cnide, vers 350 av. J.-C., alors qu'à l'époque classique primitive, les déesses étaient vêtues de longues tuniques couvrantes (chitôn ou péplos). Certes, la Vénus de Cnide, œuvre la plus sûrement praxitèlienne, est le parangon d'un nouveau type morphologique, aux hanches généreuses et aux petits seins. En comparaison, même si la morphologie est seulement moins accentuée, le style de la Vénus d'Arles peut sembler plus « classique dans sa façon de privilégier la vision de face, ainsi que par les effets de surface entre les plages lisses du buste et le drapé, aux nombreux plis cassés, qui accrochent la lumière ». Ce classicisme est d'ailleurs encore présent dans la bouche et les paupières un peu lourdes et dans l’attitude de la statue « qui respecte le contrapposto classique » de Polyclète, même si l'on trouve aussi ce léger déséquilibre de la posture, en appui sur un pied, qui donne à la statuaire praxitèlienne cette sinuosité et cette souplesse dont on dit qu’elle n’appartient qu’au maître, selon Le Louvre.
Emmanuel Daydé résume : « l’appui sur la jambe gauche, la convergence des lignes de force vers la hanche, la sinuosité du flanc droit, ou encore le regard mouillé, tout semble indiquer la main de Praxitèle. »
De fait, le style de Praxitèle serait également décelable dans la ressemblance de la tête de la Vénus avec celle de l'Aphrodite de Cnide, justement, et avec quelques autres têtes qui seraient également l'œuvre du maître. C’est le même visage ovale représenté de trois-quarts, la même composition capillaire, la même sinuosité. C'est-à-dire, s'agissant du visage, un standard de beauté neutre, presque asexué — malgré les lèvres charnues —, doux, serein et rêveur, à vocation universelle mais plus humanisé qu'à la période précédente.
En outre, la poitrine menue que l'on retrouve sur la Vénus d'Arles est une constante chez Praxitèle et le drapé offre un bon indice de datation puisque l’un des pans retombe en cascade sur le côté de la cuisse comme cela est observé au IVe siècle av. J.-C.

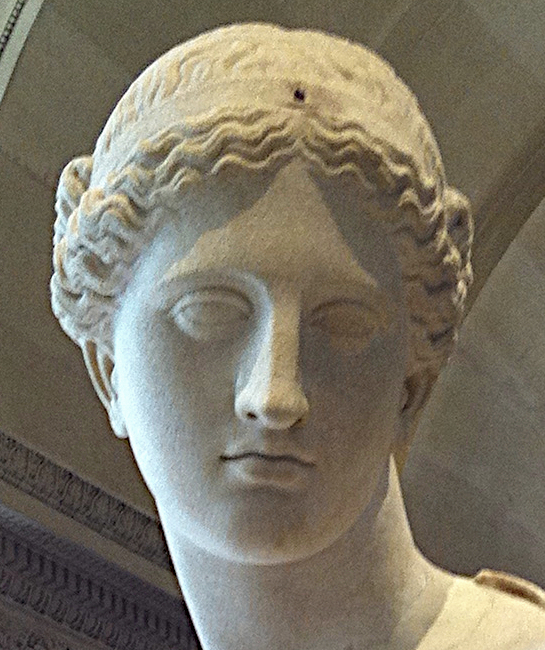
Tête de la Vénus d'Arles, Paris, musée du Louvre. À noter le chaton frontal où se fixait possiblement un diadème.
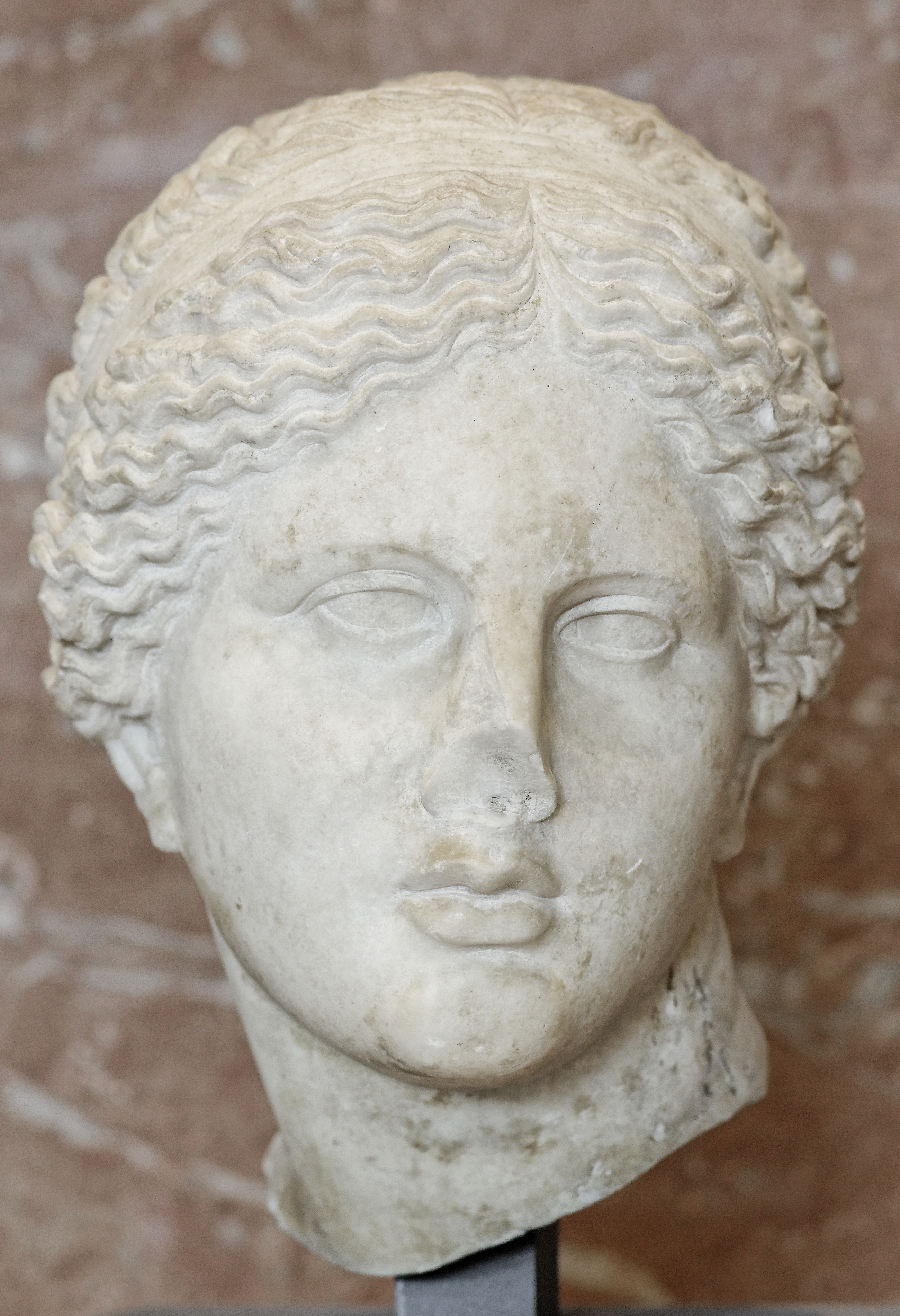
Tête féminine type Aphrodite de Cnide, Paris, musée du Louvre. Une parenté indéniable avec la Vénus d'Arles.

#### Les indices historiques et rhétoriques
La littérature ancienne, assez lacunaire, qu'il faut par ailleurs interpréter avec prudence, témoigne néanmoins de ce que la maîtresse de Praxitèle, Phryné, aurait inspiré à celui-ci, notamment l'Aphrodite de Cnide et celle de Thespies, ainsi que des portraits que l'on reconnaît par ailleurs et entre autres, dans la tête d'Arles. L'original grec de la Vénus d'Arles pourrait être l’Aphrodite offerte par Phryné à Thespies, sa ville natale. L'ex-voto de Phryné devait en effet compter trois figures, un Éros, un portrait de la courtisane et une Aphrodite; ce groupe était analogue à celui du jeune Satyre entre Dionysos et Méthé, dû également à Praxitèle. L'une des Aphrodite évoquées par les textes anciens serait celle de Cos dont aucune trace n'a été retrouvée, mais elle est drapée, ce qui laisse la place à notre Vénus, à moins qu'elle soit précisément celle que les habitants de Cos avaient choisi de préférence à celle de Cnide dont la nudité les choquait. Mais on ne peut pas totalement exclure qu'il puisse s'agir de l'énigmatique Pseliūmenē également évoquée par Pline l'ancien dans la liste qu'il dresse des œuvres de Praxitèle,. Adolf Furtwängler, qui au XIXe siècle a tenté de reconstituer la carrière de Praxitèle, considère clairement que l'Aphrodite de Thespie nous est conservée par la Vénus d'Arles en la situant antérieurement au groupe des Aphrodites de Cos et de Cnide produit vers 350 av. J.-C. L'analogie de cette statue avec l'Eiréné et le Satyre verseur pourrait effectivement attester qu'elle fut sculptée au début de la carrière de l'artiste vers 360. De même que la demi-nudité qui aurait préparé celle totale de l'Aphrodite de Cnide, au floruit de sa carrière, bien que, selon un raisonnement aussi spécieux, il est possible d'inverser la chronologie des Aphrodites d'Arles et de Cnide sur l'idée que le nu intégral pourrait représenter Phryné dans tout l'éclat de sa beauté, alors que le voile de l'Arlésienne cacherait utilement une nudité un peu flétrie,. À contrario, Salomon Reinach suggère un auteur et une datation antérieure remontant à la fin de carrière de Céphisodote, le père présomptif de Praxitèle. Finalement, la thèse de Furtwängler, en faveur d'une œuvre de jeunesse, au même titre que Le Satyre verseur ou encore L’Artémis de Dresde, est plutôt admise mais fait partie, elle aussi, d'un débat qui n'est pas clos.

#### Une attribution en débat
Cette attribution praxitèlienne qui globalement demeure incertaine fait l'objet de prises de positions contrastées. Comme le soulignent Alain Pasquier et Jean-Luc Martinez, il faut savoir trouver aujourd'hui son chemin entre l’enthousiasme positiviste d’Antonio Corso qui continue de proposer une liste constamment grandissante de types statuaires « praxitéliens », et de l’autre côté le scepticisme extrême de Brunilde Sismondo Ridgway, qui n’accepte que l’Aphrodite de Cnide comme la seule œuvre plus ou moins assurée du grand maître. Pour Ridgway, le traitement de la draperie lourd, statique voire illogique illustrerait plutôt un « à la manière de » de l'époque augustéenne et la Vénus d’Arles, pourrait être une création néo-classique purement romaine destinée à la décoration du théâtre d'Arles construit sous Auguste, en écho au décor du théâtre de Dionysos à Athènes, remanié juste auparavant; autrement dit, deux théâtres à la décoration quasi contemporaine et un même type, ce  qui apparenterait cette Vénus à la statuaire romaine de la fin du Ier siècle av. J.-C. L'interprétation des plis apparait en tout cas plus stylisée que celle de la Vénus du Capitole. La forme aplatie de la statue plaide également pour une réalisation spécialement adaptée à sa destination d'ornement, par exemple d'une niche, comme le souligne Jules Formigé (supra) ce qui, toutefois, n'infirme pas qu'il puisse s'agir d'une copie adaptée d'un original grec. Même Cécile Carrier, qui suggère pourtant clairement une réalisation formatée propre à l'ère augustéenne (infra) — probablement une « tête de série » respectant les normes officielles, issue d'un atelier romain — ne nie pas que le modèle utilisé est « d'évidence » l'Aphrodite semi-drapée de Praxitèle. Malgré les vives controverses qu'il relève, Emmanuel Daydé conclut pareillement que le modèle ne peut provenir que du maître. D'ailleurs, Alain Pasquier réfute la thèse et la datation de Ridgway et revient à l’ancienne proposition d’Adolf Furtwängler qui, comme la plupart des chercheurs, rattache la Vénus d'Arles à la statuaire grecque du début des années 360 av. J.-C..

## Une Vénus «retouchée»

### Sa restauration pour Versailles
Conformément à la pratique de l’époque, le sculpteur François Girardon, collaborateur de Le Brun, retouche par la suite la Vénus à la demande de Louis XIV qui, en 1683, s’était fait offrir « la plus belle statue découverte en France », à peu de frais, pour orner la Galerie des glaces à Versailles ; elle y prit effectivement place le 18 avril 1685 à son extrémité septentrionale, adossée au Salon de la Guerre,, en compagnie de six autres antiques en pieds — certaines également passée par les mains de Girardon — adossées au dit salon ou à son vis-à-vis le Salon de la Paix, ou ornant les niches qui alternent avec les arcades de miroirs le long de la grande Galerie. Cependant, la restauration qui, prenant parti sur la fonction de la statue, va jusqu'à inventer une reconstruction des bras fut critiquée au-delà de son principe car on pensa — à tort — que Girardon avait atteint gravement à l'intégrité matérielle de l'œuvre originelle.

#### Portée et pertinence de la restauration de Girardon

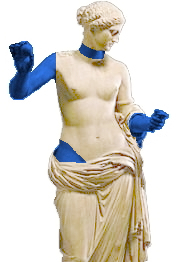
Les parties principales (en bleu) primitivement ajoutées (bras), remodelées ou restaurée (arasement du tenon, bas du cou, ruban...) par Girardon.

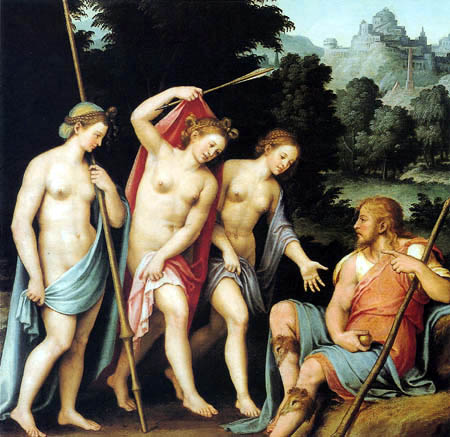
Pâris choisit Aphrodite pour lui remettre la pomme d'or de la Discorde destinée à la plus belle (Le Jugement de Pâris - Juan de Juanes, 1507-1579).

Parties touchées par la restauration - En 1684, après avoir reçu l'aval du roi sur son projet, Girardon restaure la tête (bout du nez, bas du cou et oreille gauche), le devant du gros orteil droit, le pied droit lui-même, les sandales et le tour de la plinthe (socle). Il supprime les étais (tenons) qui subsistaient sur la face externe de la hanche droite, ainsi que sur l'épaule droite, ce dernier ayant été transformé en ruban. On l'a soupçonné faussement d'avoir repris sévèrement le modelé du buste ainsi que le tracé des plis (cf. infra) mais il repositionne le vêtement sur le pied gaucheRance 1890, p. 368, efface les éraflures superficielles pour homogénéiser la surface de la sculpture. On pensa à tort qu'il avait très sensiblement modifié l'inclinaison de la tête pour orienter le regard de la vénus vers son nouvel attribut. En fait, la partie inférieure de l’himation, au revers, a été refaite au cours d’une seconde intervention, peut-être après le transport de l’œuvre de Versailles à Paris, entre 1789 et 1800. À cette occasion la tête avait été séparée du corps et la position erronée qu’elle occupait après avoir été remise en place (trop poussée vers l’épaule gauche) ne fut rectifiée que lors de la dernière restauration en 1990-1991.
Mais surtout, Girardon ajoute les bras, un bras droit levé (entraînant probablement l'ajustement de l'épaule) et un avant-bras gauche avec une partie du drapé qui s’y rattache. ll y place deux attributs qui, pour les anciens, a priori s’excluent : la pomme dans la main droite (en référence à la victoire remportée par Aphrodite lors du Jugement de Pâris qui la désigne comme la plus belle) et le miroir dans la main gauche, censé refléter sa beauté triomphante (victorieuse) mais qui pourrait être un gage donné à ceux qui penchaient pour une Vénus au bain (cf. Terrin infra).

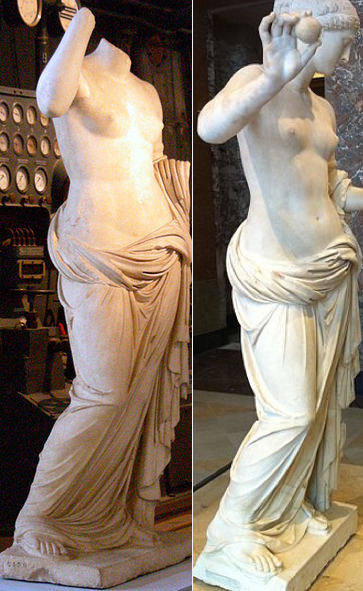
Comparaison entre l'Aphrodite acéphale du Capitole et la Vénus d'Arles.

Hypothèses sur la restitution des bras et la fonction de la Vénus - Bien que pouvant paraître « vraisemblable », l'authenticité de cette interprétation par Girardon qui prend aussi parti sur la fonction qu'avait la statue est sujette à caution. Ainsi, d'autres hypothèses peuvent être avancées sur l'état initial de la Vénus, comme d'imaginer par exemple que le bras droit rejoignait plutôt la chevelure, ce que d'ailleurs avait envisagé Girardon lui-même et ce que pensent certains auteurs du XIXe siècle. Cependant, la présence du tenon sur la hanche semble infirmer qu'il supporta autant de hauteur. D’autres copies de ce type (par exemple, une réplique acéphale au Musée du Capitole-Montemartini à Rome - photo - ou la Vénus de Townley du British Museum) laissent pourtant à penser que le bras droit aurait dû être davantage levé et que la main aurait dû revenir effectivement vers la tête, mais sans la toucher ; cette main pouvant par exemple tenir un peigne même si, à l'évidence, la coiffure de la Vénus ne demande plus aucun soin. En revanche, la position du bras gauche semble correcte à ceci près que la partie déjà en place avait sans doute été rapportée au moment de la reconstruction initiale.
Les hypothèses qui spéculent sur la fonction qu'avait la statue semblent admettre majoritairement ce positionnement des bras. Mais plutôt que l'ode à la beauté victorieuse retenue par Girardon, la plus constante s'appuie sur la légende de la filiation adoptive d'Auguste avec Vénus et le triomphe des armes que cette dernière peut incarner, particulièrement à Arles où s'établirent les vétérans de la Legio VI Victrix, ce qui va dans le sens de la symbolique ornementale du théâtre d'Arles (supra). Ainsi, au XVIIe siècle, Primi Visconti notamment (mais aussi Schweighaeuser et Millin), soutient que la Vénus tenait d'une main le casque de Mars ou d'Énée et de l'autre une lance, ; c'est la thèse de la « Vénus Victrix » armée, reprise au XIXe siècle par le conservateur des antiques au musée du Louvre Jean-Baptiste de Clarac et aujourd'hui par Cécile Carrier, notamment, pour qui la Vénus célébrant Auguste [Victoria Augusti] dépose les armes après la victoire. Selon cette auteure, qui passe en revue les différentes versions historiques de la Vénus Victrix, elle devait plutôt tenir un glaive de la main gauche, alors que le bras droit levé tenait la courroie du baudrier qu'elle est en train d'enlever, ce qui lui fait baisser la tête. Un bouclier devait être déposé sur le côté. Le Louvre tient donc pour probable qu'il s'agit d'une Vénus Victrix.
À contrario, Jules Formigé qui s'inspirait d'une Vénus découverte près d'Agen, suggère que le bras droit s'abaissait peut être vers le bord du manteau, comme pour le retenir, ce que semblent justifier l'amorce initiale du bras et le tenon originel sur la hanche, bien que la présence de ce dernier ne contredit pas formellement l'hypothèse précédente. Faisant la même observation quant à l'amorce de l'épaule, Claude Terrin avait déjà suggéré dans son premier ouvrage (1680) un bras abaissé posé en appui sur la hanche pour soutenir un petit vase d'essence ou d'eau de senteur, que les yeux de la Vénus et sa tête inclinée de ce côté contemplaient. En toute dissidence, Arthur Malher voyait même dans la dame d'Arles une fileuse en référence à la Kalagousa de Praxitèle et plaçait une quenouille dans la main gauche dont la droite déviderait la laine.
Si les attributs choisis par Girardon paraissent purement hypothétiques par rapport à la thèse dominante d'une Victrix armée, plutôt que victorieuse des cœurs, l'hypothèse controversée de la pomme associée à une Vénus n'est pas totalement absurde en soi, nonobstant le risque de surabonder ainsi la « pomme de discorde » ; ni celle, par ailleurs, du miroir (disparu), même si son style décalé interpelle, s'il s'agissait d'une Vénus au bain, comme le suggère implicitement Terrin et comme le défendit le comte de Caylus précité et même le Louvre un temps. Là encore le débat n'est pas totalement clos mais cette incertitude affaibli le parti pris pourtant plausible de Girardon.

#### Mise en cause de la restauration de Girardon
Au-delà de la discussion sur la vraisemblance de la position des bras qui déjà alimente la critique de la Vénus, le principe même de cette restauration contredit radicalement la ligne de conduite qui s'impose à partir de la fin du XIXe siècle, jusqu'à ce jour, c'est-à-dire une conservation en l'état - dite « archéologique » - restaurée pour une consolidation surtout matérielle, une méthode qui est appliquée par exemple à la Vénus de Milo deux siècles plus tard, bien que cette dernière échappât de justesse à une reconstitution en tout point semblable à la Vénus d'Arles.

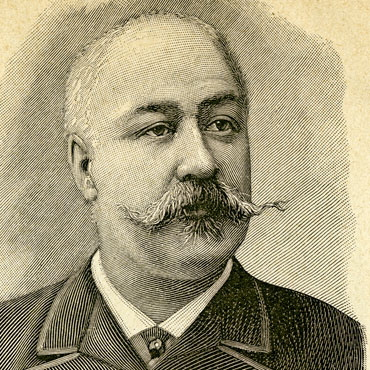
Antoine Héron de Villefosse, fossoyeur de la Vénus d'Arles, mourut (1919) avant de pouvoir rétablir la réputation de la vénus.

Comparée à sa notoriété passée, telle est l'une des raisons de la relative disgrâce de la Vénus d'Arles, en cette époque contemporaine avide d'authenticité patinée, même si d'autres hypothèses complémentaires sont avancées, notoirement aggravée d'une méprise navrante sur l'ampleur réelle de cette restauration à l'origine d'une condamnation sévère de la statue et de son déclassement.
Aussi, même si l'interprétation de Girardon peut être considérée en soi comme un geste artistique de qualité, que des spécialistes comme Charles Picard, Henri Lechat et Étienne Michon (par exemple) défendirent, elle fut le plus souvent dénigrée à l'époque moderne,,,, notamment parce qu'on supposait un sévère « ravalement » de la statue, consécutivement à la découverte par Jules Formigé d'une copie, présumée contemporaine de son départ pour Versailles, qu'il prenait — à tort — pour référence. Pendant la plus grande partie du XXe siècle on dénonce ainsi une grave trahison de l'œuvre originelle, à la suite notamment du réquisitoire fameux qu'Antoine Héron de Villefosse, conservateur de la sculpture grecque et romaine au Louvre et membre de l'Institut, prononce en 1911 à l'encontre de la Vénus d'Arles en relayant la « découverte » de Formigé,, quitte à se fonder sur des données qui se sont avérées peu fiables par la suite réalisées à l'époque de la découverte qui, malgré un relevé coté, ne sont peut-être pas si fidèles qu'attendu. Déjà à l'époque, quelques spécialistes tempèrent pourtant sérieusement la critique de Formigé mais l'autorité de Héron de Villefosse prévalut et la thèse de Formigé ne sera anéantie pour l'essentiel qu'à la fin du siècle, en 1995.
Néanmoins, l'idée très ancrée que l'œuvre a gravement été dénaturée persiste encore et on commence à peine à rendre justice à la Vénus sur ce point ; ce qui n'efface pas les écrit antérieurs, d'autant qu'Internet leur donne désormais une certaine survivance.
Cette question écartée, la Vénus d'Arles reste, avec les bras que lui a donné Girardon, un exemple typique du style de restauration-reconstruction des antiques qui était faite à cette époque et depuis la Renaissance, notamment en France et en Italie — inimaginable aujourd'hui — et qui peut choquer les puristes contemporains ; sans toutefois que cela soit unanime. De ce fait, elle est un témoin important de la réception de l'art grec à l'époque moderne et, consécutivement, des modes successives ayant traversé la science archéologique. Nonobstant, la restauration de l'antique arlésienne ne choqua qu'à partir de 1911, après l'affaire Formigé, la Vénus d'Arles devenant à cette occasion le symbole emblématique des « errements » du passé en la matière,, même si notre notion de l'« authenticité » reste très subjective.
Dans le cas de la Vénus d'Arles on doit préciser que Girardon fut conduit par une double nécessité : bien marquer l'identité vénusienne de la statue alors que jusque-là on la prenait pour une Diane, quitte à être redondant sur les attributs ; apprêter un futur ornement de la prestigieuse galerie des glaces qui ne pouvait donc qu'être complet et en parfait état, selon les usages sculpturaux en vigueur, l'éminence du lieu et le souhait impérieux du Roi.

#### Spéculations sur l'état initial de la statue
Comme il a été dit, la statue fut reconstituée à partir de la découverte de plusieurs fragments, sans que l'on retrouve jamais les bras ni aucun autre attribut, raison de la querelle évoquée (supra). C'est dans cet état qu'elle fut livrée à Girardon mais on voulut en garder la mémoire avant sa restauration.

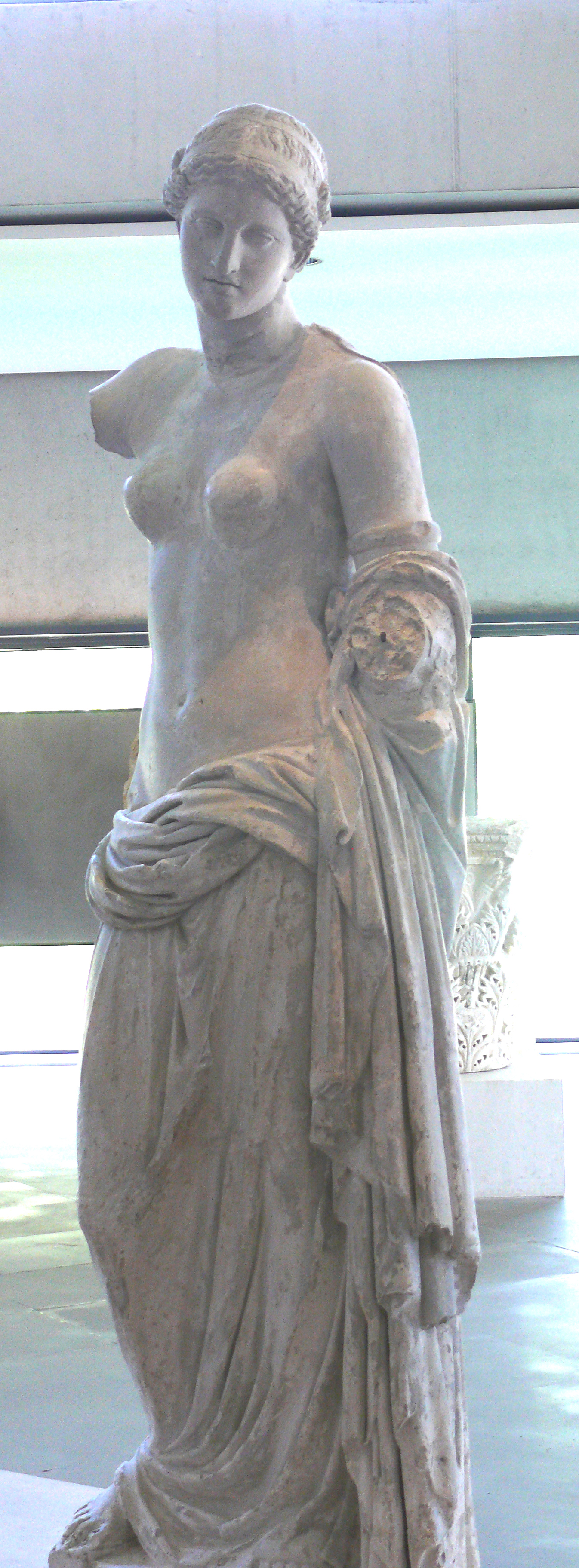
Copie de la Vénus d'Arles qui fut attribuée à Péru par erreur (Musée départemental Arles antique).

Une copie (en plâtre) dans son allure initiale — sans bras — se trouve à Arles, à l'intérieur du Musée de l'Arles et de la Provence antiques (ou Musée départemental de l'Arles Antique, dit « le Musée Bleu »). Celle-ci fut longtemps attribuée à un grand sculpteur local Jean Péru qui avait effectivement réalisé le premier moulage de l'original, avant qu'il ne parte pour Versailles. Il en fit d'ailleurs trois au total, sachant au surplus qu'il y en eut au moins sept autres réalisés par des artisans italiens,. On sait aussi que la copie maître de Péru, exposée à l'époque à l'Hôtel de ville d'Arles (supra), fut endommagée à la Révolution par des sans-culotte qui mutilèrent notamment la poitrine à coups de sabre. Réparée, elle disparut.

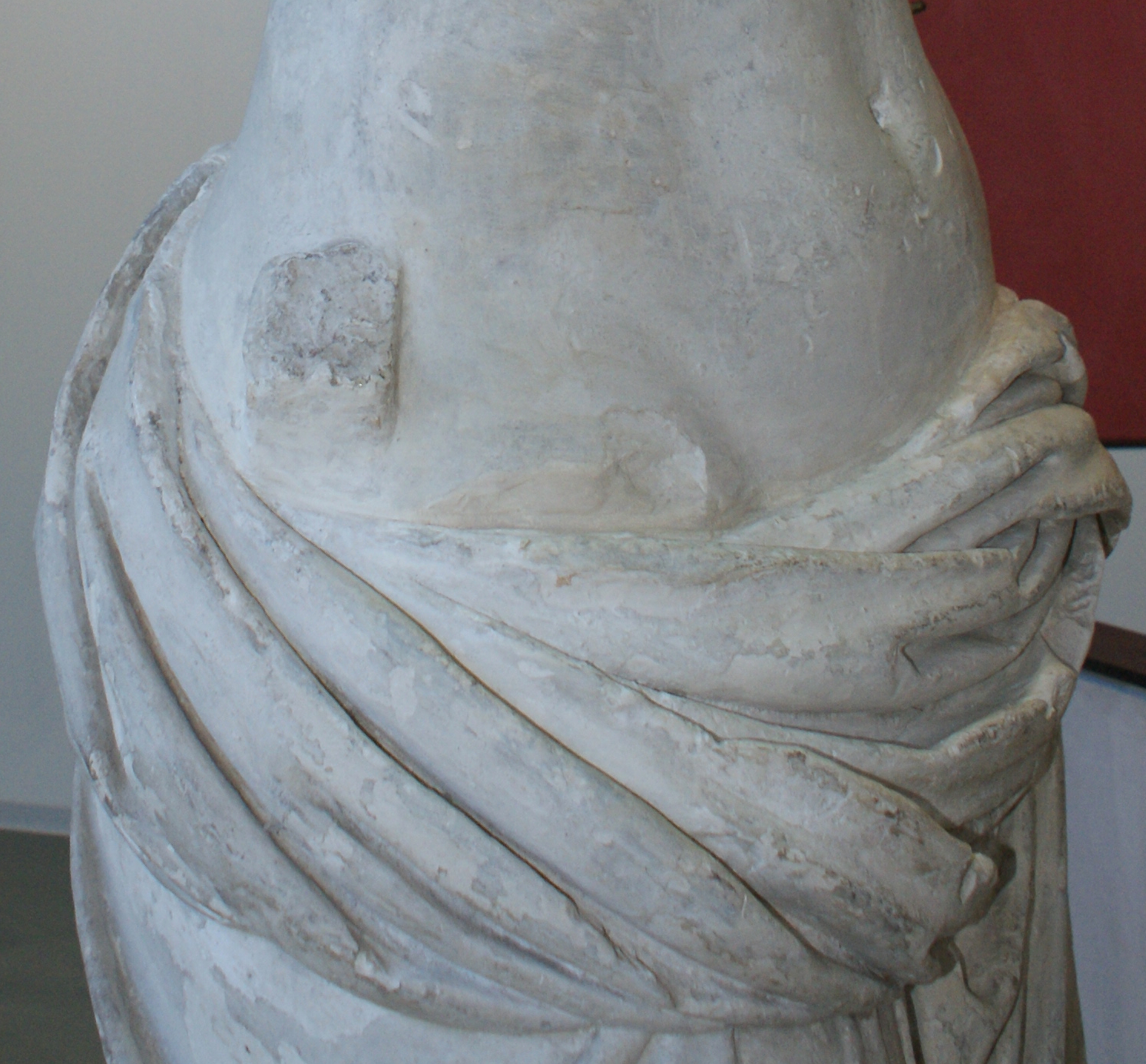
Tenon visible sur la copie exposée au Musée départemental Arles antique.

On crut l'avoir retrouvée, mais on sait maintenant que la copie actuellement exposée au Musée d'Arles, dénichée par hasard par l'architecte en chef Jean Formigé et son fils Jules, dans les greniers de l’école municipale de dessin de la ville d'Arles en 1911 — ce qui avait fait grand bruit à l’époque, malgré l'absence de preuve formelle — n'est qu'un tirage de deuxième série (dit « surmoulage »), plus tardif.
Elle semblait pourtant, par défaut, la représentation présumée fidèle de ce qu'a été la statue avant l'intervention de Girardon. La présence du tenon originel sur la hanche droite, éliminé sur le marbre du Louvre, le laissait supposer. Selon Cécile Carrier, le dispositif dont il devait constituer le support devait être placé en diagonale par rapport au corps et devait rejoindre l'humérus juste au-dessus du coude. De fait, c'est un élément connu et incontestable de la statue dans son état d'origine attesté par de vieilles gravures. À l'époque, ajouté à la localisation plausible de la découverte, cela suffit. Du coup, les différences entre la copie et l'original du Louvre ne manquèrent pas de surprendre les experts. Par exemple, la tête n'avait pas la même position, la poitrine est nettement plus volumineuse et le déhanché semble avoir plus d'ampleur. C'est pourquoi on pensa assez longtemps que Girardon avait délibérément et gravement trahi le modelé original en marbre, ce qui va porter un préjudice durable à la notoriété de la statue du Louvre (supra).

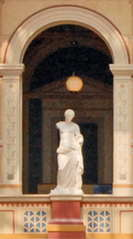
Copie au Palais des Études - École des Beaux-Arts, Paris.

Pourtant, s'ajoutant à la partialité de la comparaison photographique qui appuyait à l'époque la démonstration des outrages que dénonçait Formigé (cf. Henri Lechat précité), la question de la parfaite authenticité de cette copie aurait dû se poser d'emblée du fait : qu'on savait dès l'origine que la poitrine de la Vénus de Péru pouvait ne pas être en l'état initial puisqu'elle avait nécessairement été restaurée ; d'autre part, qu'on pouvait noter sur la copie retrouvée que manquaient, sur l'épaule droite, les fragments d'une bandelette attestée, elle aussi, par lesdites gravures anciennes. Il fallut néanmoins attendre les résultats d'un scanner fait en 1995, à l'occasion de sa restauration pour découvrir que le plâtre n'était finalement qu'un surmoulage rudimentaire, ayant visiblement fait l'objet, en outre, de plusieurs restaurations grossières, qui le discréditent totalement en tant qu'étalon de l'état initial de la Vénus du Louvre. En témoigne a contrario une autre copie conservée dans la Petite Écurie de Versailles qui constitue désormais un meilleur point de repère même si le périmètre très précis de l'intervention de Girardon conserve sa part de mystère.
La copie qui est toujours exposée au Musée de l'Arles Antique, au cœur de la patrie d'origine de son modèle, outre qu'elle donne une idée de l'état initial de la statue sans ses bras, reste cependant l'un des plus anciens plâtres de la Vénus d'Arles (le Musée le date du XVIIIe siècle) - elle est d'ailleurs présentée comme une des copies de l'original de Jean Péru - et constitue un témoignage troublant de son parcours mouvementé, qui in fine aura traversé l'histoire et l'évolution de l'analyse scientifique des œuvres, du seul œil aguerri de l'expert à l'accélérateur de particules, en passant présentement par l'usage de la photo puis du scanner, ce dont la Vénus du Louvre a eu successivement à pâtir puis à se louer. Aujourd'hui, la modélisation en 3D pourrait être envisagée pour mieux étudier l'œuvre.
D'autres copies - sans bras - de moindre intérêt historique, existent en sus du moulage de Versailles (précité), comme celle que conserve l'École des Beaux-Arts de Paris, qui orne la Cour du Palais des Études, l'une des deux versions que présente le Musée des Moulages de l'université Paul-Valéry de Montpellier et celle conservée par le Museon Arlaten (CERCO) à Arles depuis la réfection du musée,, sans compter toutes les copies didactiques en plâtre.

### Notoriété de la Vénus restaurée

#### Visibilité et postérité de la statue restaurée

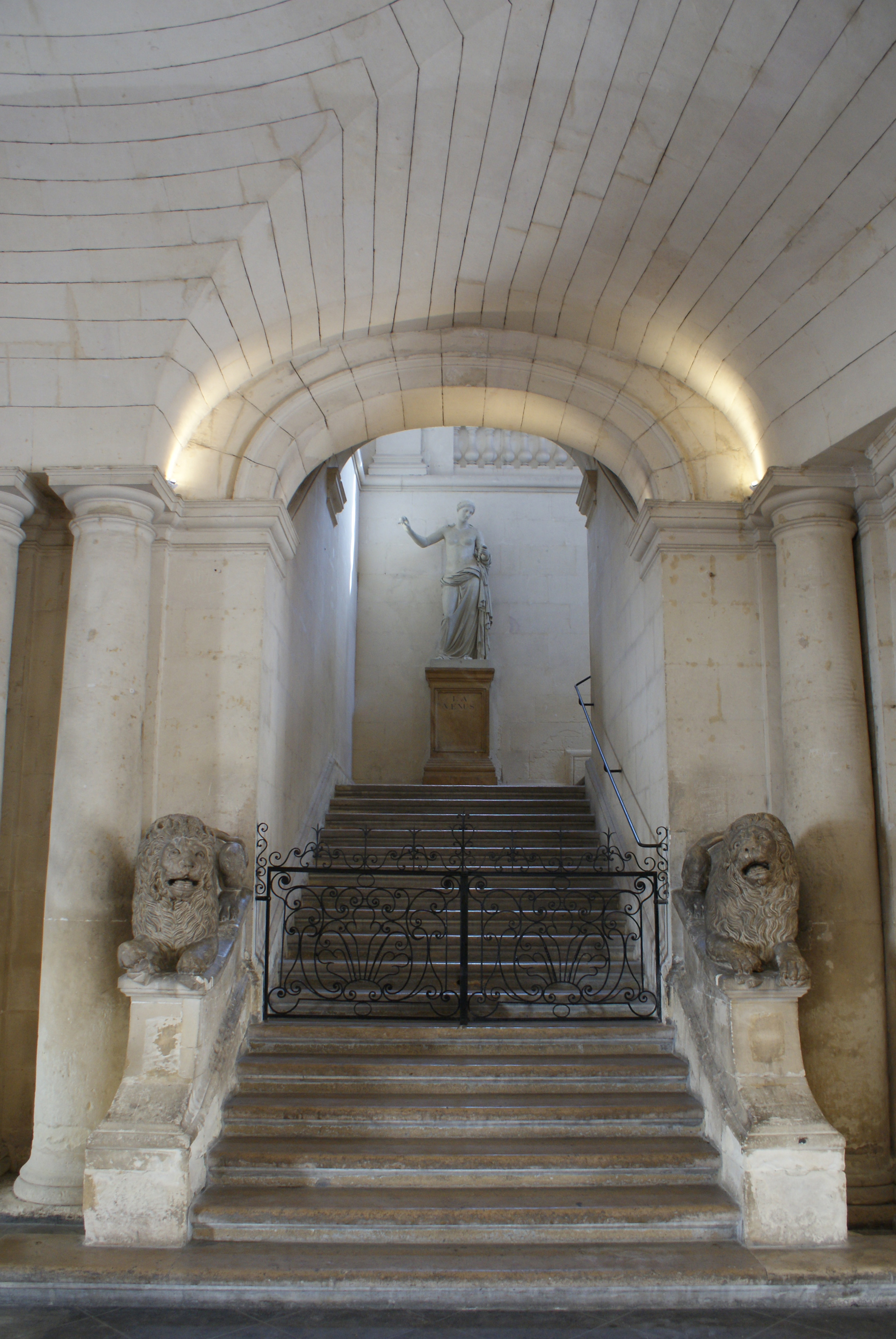
À l'Hôtel de ville d'Arles, une copie de sa Vénus offerte par Girardon lui-même a finalement remplacé l'original parti au Louvre, auquel avait d'abord succédé la vraie copie de Péru (sans bras) aujourd'hui disparue.

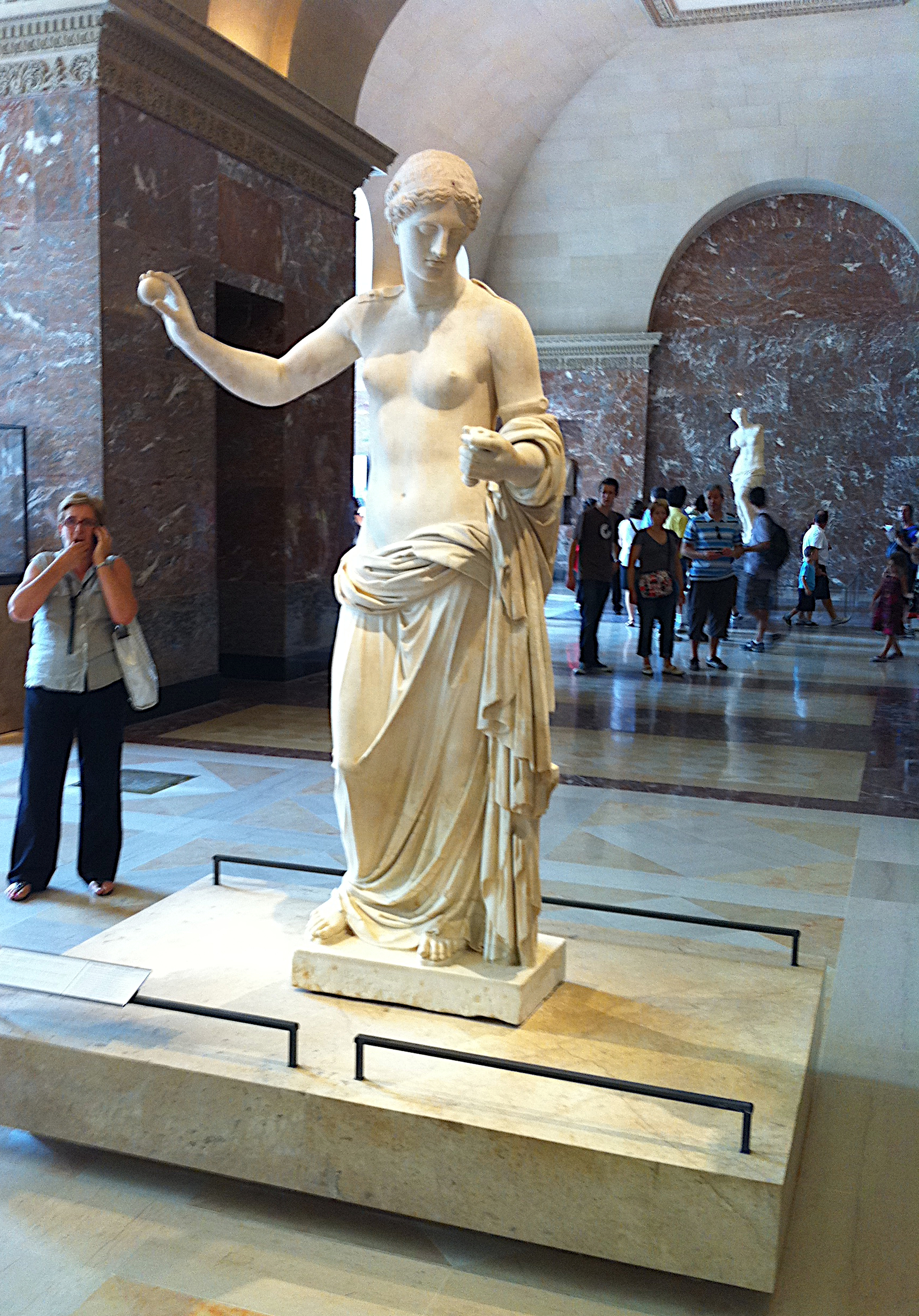
La Vénus d'Arles au Louvre (Ma 439) devant la Vénus de Milo (2010).

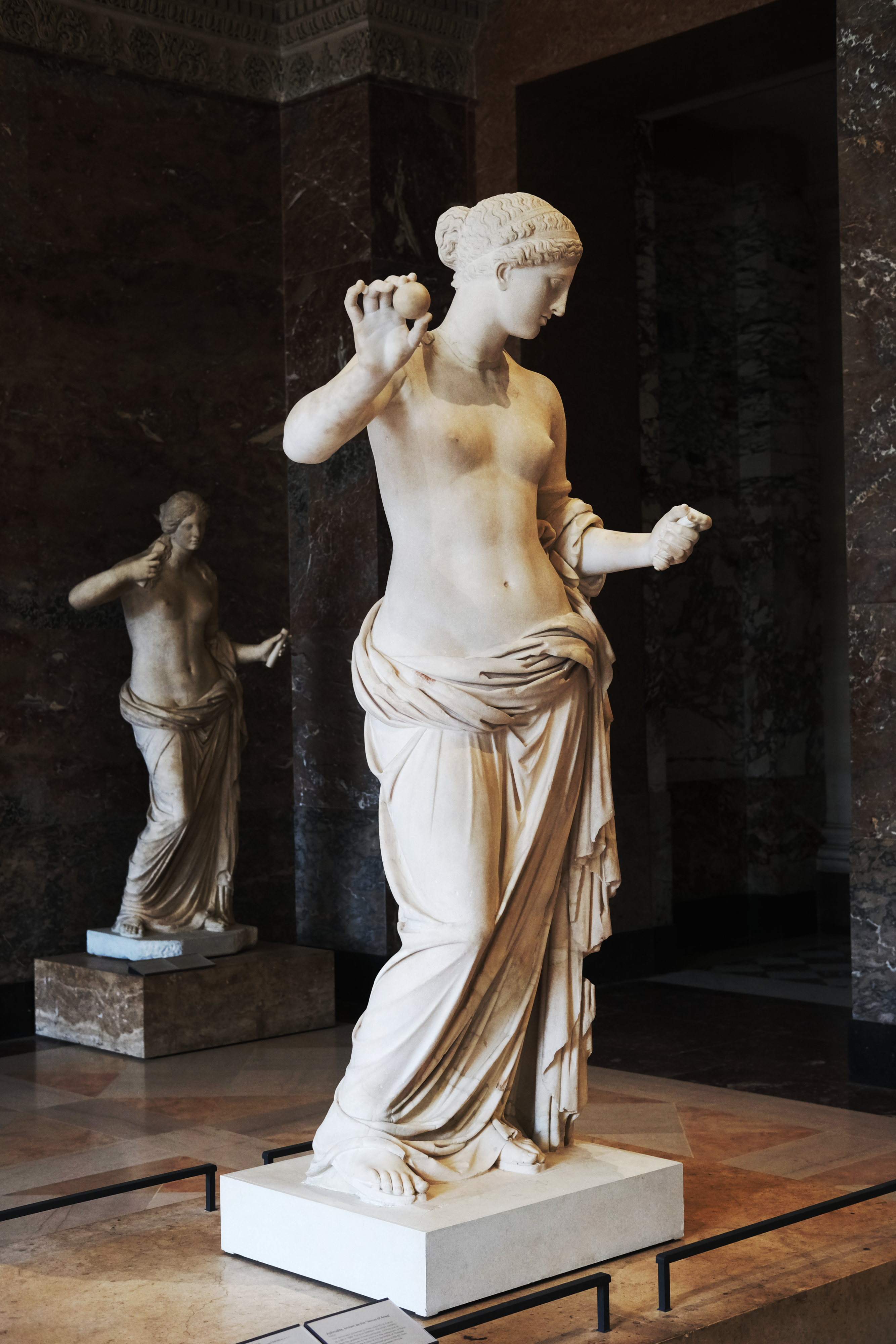
Vue d'un autre angle (2020) ; en arrière-plan la Venus Cesi (Louvre, Ma 437).

La statue originale — Ainsi restaurée par Girardon, la Vénus orne Versailles jusqu’en 1797 (soit pendant 112 ans), date à laquelle elle fut réquisitionnée pour les musées nationaux. Aujourd'hui, et depuis plus de deux siècles, elle est au Louvre et fait partie des expositions permanentes. Au début du XXe siècle elle était encore présentée de manière fort avantageuse dans une loge monumentale pour un hommage à Praxitèle. Dans le courant du XXe siècle et au tout début des années 2000  elle était exposée dans la même galerie, mais — conséquence de « l'effet Formigé » ? — plus modestement puisqu'elle était reléguée presque au ras du sol contre un pilier, Melpomène ayant pris sa place dans la grande loge.
Cependant, depuis le début du XXIe siècle la Vénus d'Arles est nettement mieux mise en valeur, au Louvre, comme en extérieur, illustrant ainsi plusieurs expositions.
En 2007, elle fut l'emblème d'une exposition du Louvre consacrée à Praxitèle. Peu après cet événement elle fut placée dans les réserves du Musée et n'était plus visible, dans l'attente d'une réorganisation des salles dédiées aux antiques. Auparavant et bien qu'il soit délicat de la faire voyager, elle fut cependant encore exposée en Asie. Ensuite, certains regrettèrent son absence en 2009 lors d'une exposition réalisée à Arles en partenariat avec le Musée du Louvre.
Depuis juillet 2010, après un léger « lifting », elle a retrouvé sa place au Louvre, toujours dans la même galerie, non loin de la Vénus de Milo, déplacée à cet endroit, à qui elle sert d'ultime invitation dans les nouvelles salles rouvertes au public pour mettre en valeur les antiques grecques, dans l'aile Sully (également accessible par l'aile Denon), à l’angle sud-ouest de la Cour carrée du Louvre. Simultanément le Louvre illustre sa page internet d'appel au don avec une représentation de la Vénus d'Arles. C'est ensuite un retour nostalgique dans son histoire. De novembre 2012 à mars 2013, après plus de deux siècles d'absence, la Vénus revient provisoirement au château de Versailles pour l'exposition « Versailles & l'Antique » dont elle est l'une des têtes d'affiche,. Pareillement mise en avant, elle est ensuite visible temporairement au Musée de l'Arles Antique pour les besoins de l'exposition « Rodin, la lumière de l'antique » (avril à septembre 2013) qui évoque les sculptures antiques ayant inspiré l’artiste. Ainsi la Vénus a-t-elle retrouvé provisoirement Arles après 330 ans d'absence. La même année, la Monnaie de Paris édite une médaille touristique à l'effigie de la Vénus ; une autre médaille sera éditée en 2017. De retour à Paris, on retrouve la statue au Grand Palais pour l'exposition « Moi Auguste Empereur de Rome » (19 mars/13 juillet 2014) avant de reprendre sa place au Louvre. En 2017, il est envisagé (en vain à ce jour) de la prêter temporairement au Musée de l'Arles Antique mais on la retrouve finalement à Genève en février 2019 pour l'exposition « César et le Rhône. Chefs-d’œuvre antiques d’Arles » jusqu'au 26 mai.
Les copies — De nombreuses copies (statues et statuettes) sont disséminées de par le monde. En 2007, l’Atelier de moulage du Louvre proposait encore des copies de la Vénus d'Arles en résine faisant 2,10 m de hauteur (avec socle)  ainsi que des reproductions de la tête seule. Il faut maintenant faire appel aux fournisseurs privés , parfois se contenter d'un format réduit ,  et . Cependant, l'Atelier de moulage propose toujours d'effectuer des copies à la demande, notamment pour les collectivités publiques : catalogue et Arielle Lebrun explique même comment se font les moulages à partir de l'exemple de la Vénus d'Arles.

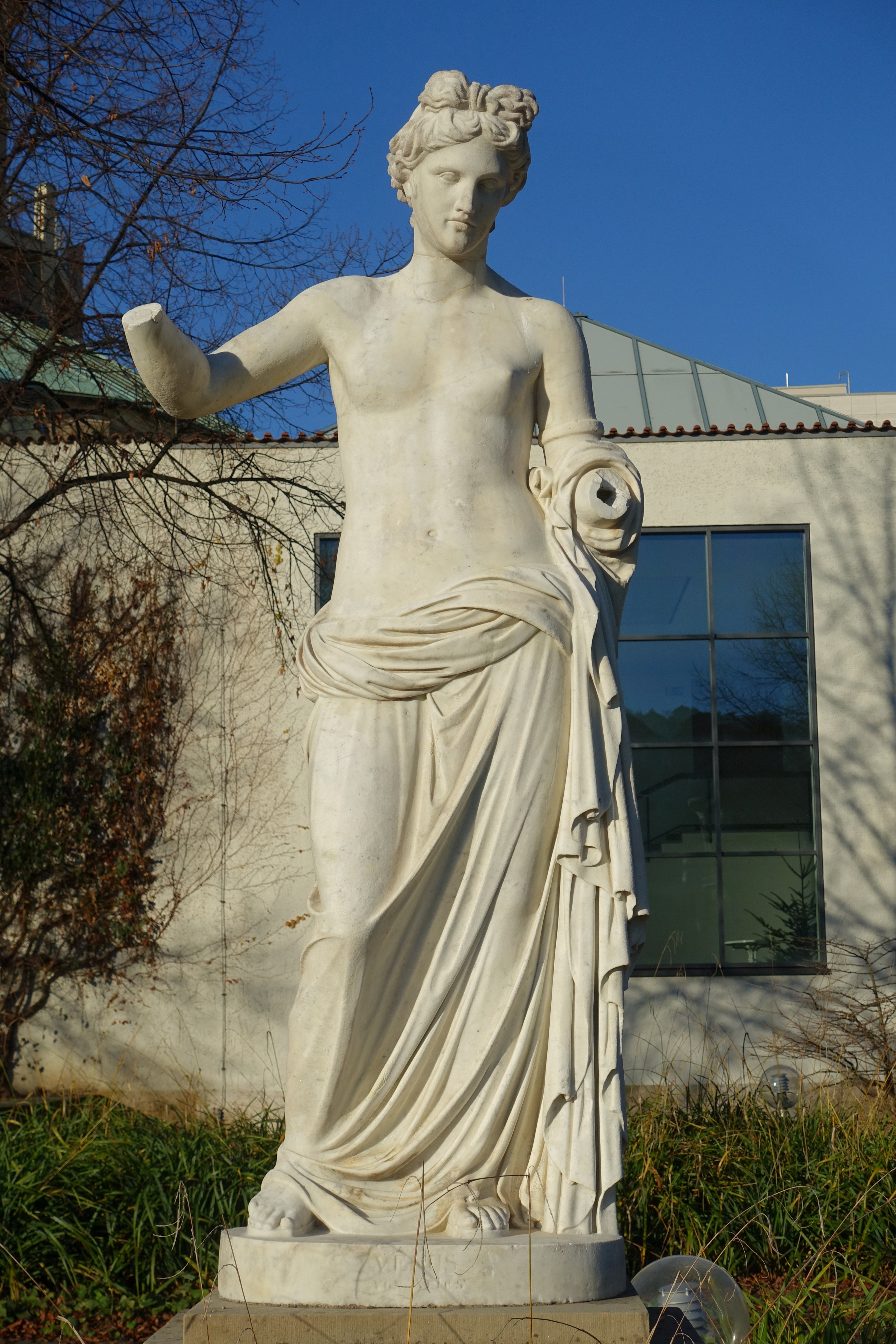
Interprétation de la Vénus d'Arles au XIXe siècle par Ludwig von Hofer (Stuttgart).

En France, en dehors des expositions itinérantes de moulages que propose ponctuellement la Réunion des musées nationaux,, et bien qu'elles ne soient pas toutes connues, on trouve actuellement des copies de cette restauration, grandeur nature, avec son ruban intact, par exemple : 

— en extérieur, depuis 1909 à Angers (Jardin du mail), une reproduction en fonte du Val d'Osne, depuis 1903 à Chantilly en provenance du même fondeur (vertugadin du parc du château, face à son vis-à-vis l'Arès Borghèse),, à Gap (Passage Rolland, derrière la Chambre de Commerce), au Château de Vincennes, deux copies, dont une endommagée (galeries en arcades du pavillon royal), depuis 2000 à Montpellier (jardin de Zeus, quartier Antigone) où la statue, renversée en 2010, fut le théâtre d'un événement artistique ; enfin, il semble qu'à l'époque de la présence de l'original dans la galerie des Glaces existait une reproduction en fonte placée dans le jardin de Versailles. Cette copie aurait disparu ; 

— en intérieur, également à Montpellier, au Musée des Moulages de l'université Paul-Valéry, depuis 1999, près de Nice au sein de la villa grecque Kérylos (galerie des Aphrodites, in galerie des Antiques) à Beaulieu-sur-Mer où l'on peut lire au pied de la statue : « Elle était considérée [au moment de sa découverte] comme l'une des plus belles Antiques de France et peut être du monde ». On trouve aussi une copie au Château de La Ferté-Saint-Aubin (hall d'entrée) et à Arles, d'une part au sein du Musée de l'Arles Antique (elle était même visible de l'extérieur derrière la façade vitrée avant la transformation du site), d'autre part dans l’Hôtel de Ville (escalier d’honneur) où la vieille copie resta décapitée pendant 15 ans et enfin, au Museon Arlaten (CERCO depuis la réfection du musée),,. Aux Petites Écuries de Versailles, un des deux moulages en plâtre de la Vénus d'Arles encore visibles est celle de la statue retouchée.
À l'étranger, entre autres, le musée archéologique de Grenade (Espagne), le musée des Antiques de Saskatoon (Canada) ainsi que le musée national des Beaux-Arts de Rio de Janeiro (Brésil) présentent également une copie grandeur nature. Une copie en zinc, moulée par Moritz Geiss (de), à Berlin, acquise par la reine d'Angleterre Victoria (comme cadeau au Prince consort Albert), est érigée en 1858 dans les jardins de sa résidence d'été à Osborne House (Royaume-Uni). Au XIXe siècle, le sculpteur Ludwig von Hofer (de) fait une copie, qu'il adapte à son époque, pour orner le jardin du château de Stuttgart (Allemagne).
C'est généralement sous cet aspect que lui a donné Girardon qu'elle est représentée dans l'iconographie moderne et médiatisée. En 2006, une copie de la Vénus d'Arles apparaît dans l'une des scènes du film « V pour Vendetta » dans le décor de l'antre du héros M. V. (en complément voir la partie sculpture infra).
Un type iconographique — On dit parfois d'une Vénus qu'elle est « de type d'Arles », notamment lorsqu'elle est de style classique, à demie dénudée et qu'elle tient des attributs dans ses mains. Les plus fameux exemples sont, d'une part une antique en marbre encore à Versailles dite la « Vénus Cesi » et, d'autre part, l'Aphrodite acéphale du Capitole (supra), sans compter d'autres statues clairement rattachées à ce type,. Dans son ouvrage Johan Flemberg présente des statues très proches du type d'Arles, dans l'attitude et le mouvement. Dans sa thèse sur la Syrie romaine, Nada Ghraoui dénombre vingt-huit cas relevant de ce type dans son champ d'investigation. (Voir aussi les créations artistiques autour de la Vénus infra.)

#### Éloges d'experts sur la Vénus d'Arles

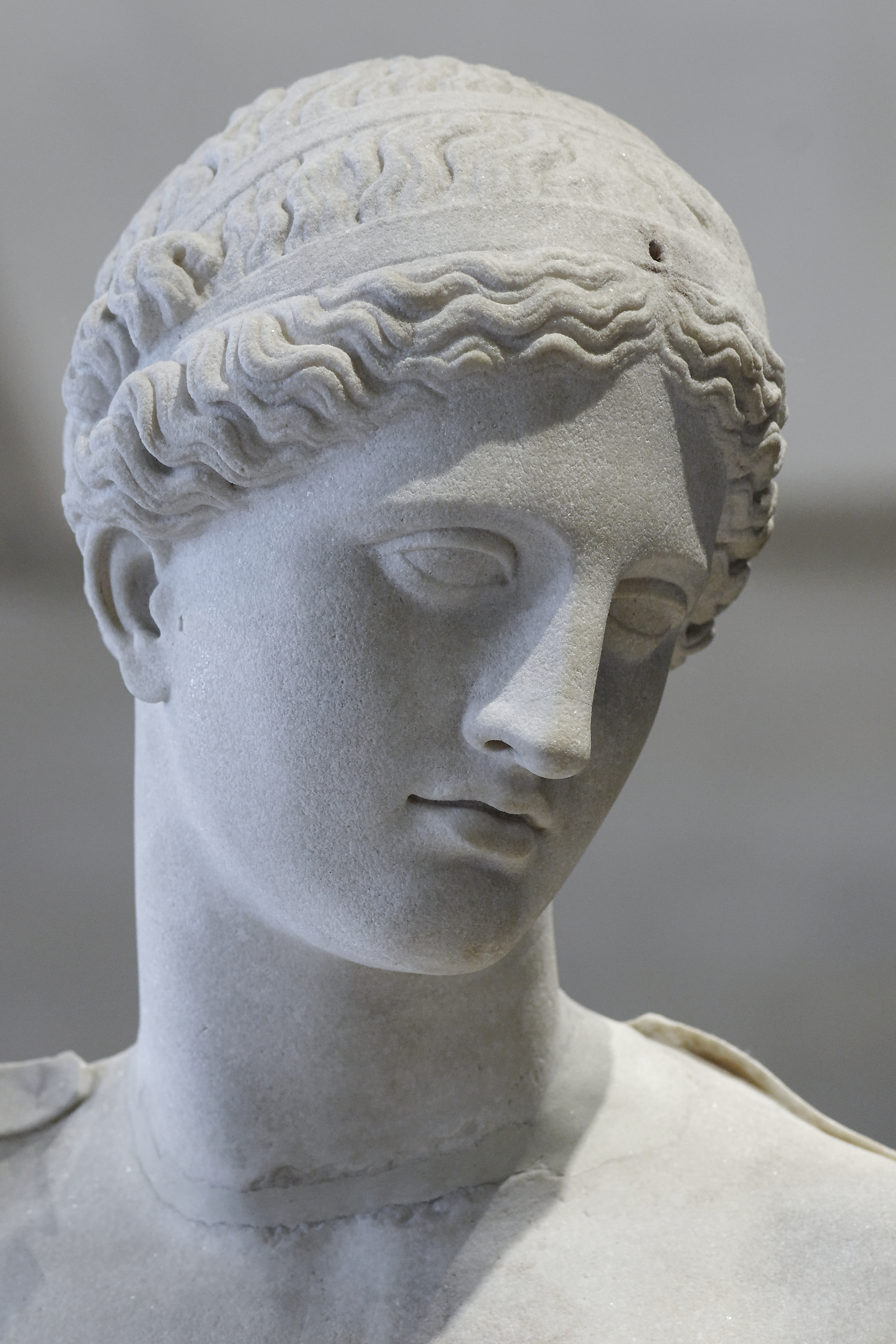
Le visage de la Vénus d'Arles serait « porté à la perfection » (Charles Lenthéric).

Telle qu'elle se présente aujourd'hui, la Vénus d'Arles a de quoi séduire notre subjectivité comme elle subjuguait encore au XIXe siècle, jusqu'au début du XXe siècle, certaines élites qui, postérieurement à la découverte de la Vénus de Milo, maintenaient l'antique Arlésienne au premier rang, nonobstant les critiques qu'engendra sa restauration (supra).
Nombre de spécialistes, particulièrement Louis Jacquemin et Charles Lenthéric, et des critiques d'Art de l'époque (mais pas seulement, comme Pierre Rosenberg au XXIe siècle) se sont enthousiasmés pour la plastique de la Vénus d'Arles, retenant chacun différents motifs. Par goût du drapé, on peut ainsi apprécier une Vénus d'Arles qui émerge lentement et souplement de sa gangue de plis, dont les détails sont soignés, « qui s'enroule autour de ses hanches et de ses cuisses avec beaucoup de souplesse et de style ». Une draperie qui serait remarquable « par la science du jet, du mouvement et de la pose, autant que par la manière toute magistrale dont s'en trouvent traités les divers accidents », et ce, nonobstant les critiques de Ridgway (précitée) sur la lourdeur et le manque de réalisme des plis. Tandis que pour d'autres, le drapé semble de moindre intérêt comparé « à la tendresse manifestée dans le buste de la Vénus d'Arles » qui, légèrement infléchi, se développe suivant des lignes « d'une pureté exquise ». Reste le visage qui avec son doux modelé, équilibré par la régularité des traits, serait « porté à la perfection avec la Vénus d'Arles ».
Cependant pour le critique d'Art Jacques Bins de Saint-Victor, si par le détail, la Vénus excelle : « il est impossible de manier le marbre avec plus de sentiment et de délicatesse ; de tracer des contours plus suaves et plus fins, le motif de la draperie est charmant et le travail en est admirable », néanmoins l'« aplatissement extraordinaire » de l'ensemble (effet niche) le dérange.
Finalement, plus pudique (question de période aussi) et pouvant paraître de prime abord moins voluptueuse que la Vénus de Milo, certains regrettant qu'elle n'en ait ni la gorge, ni les épaules malgré sa grâce féminine, et cependant moins rigide que les postures les plus classiques, elle peut plaire au contraire par sa douce prestance de déesse olympienne intemporelle, subtilement avenante et surtout « si vivante », selon la sentence sans appel de Louis Jacquemin, que l'on adhère ou non aux attributs ajoutés lors de sa restauration,.

## Une Vénus «mythique»
La Vénus d'Arles a déclenché une passion identitaire qui a pu inspirer le mythe de l'Arlésienne et a simultanément inspiré les artistes évoqués ci-après, dans l'art littéraire ou représentatif, jusqu'à nos jours.

### Le thème de l'Arlésienne
Cette Vénus est la patronne des Arlésiennes pour lesquelles elle fut un idéal de beauté. Elle devient ainsi le modèle de l'Arlésienne. Une vieille tradition arlésienne relie même abusivement Praxitèle à la légendaire beauté des Arlésiennes dont la Vénus d'Arles serait la synthèse. Le musée du Louvre explique aussi comment après que l'on a apparenté la « race arlésienne » aux Romains, aux Grecs et aux Sarrasins, la Vénus d'Arles est entrée dans l'arbre généalogique des Arlésiennes en qualité d'aïeule, « adoptée » en cette qualité par Frédéric Mistral et les ethnographes de la deuxième moitié du XIXe siècle qui la magnifièrent. Ainsi, l'adhésion populaire à cette filiation quasi charnelle et la dévotion pour son modèle de beauté symbole de pureté (frisant la « névrose fétichiste » selon Le Louvre), les mystères qui l'entourèrent au XVIIe siècle (suspense des fouilles et changement d'identité), la nostalgie populaire et l'émotion consécutives à son départ forcé pour Versailles, sa métamorphose par Girardon, de même que son absence et ses réapparitions évanescentes (à travers celles de ses copies), sont probablement la principale source d'inspiration du fameux mythe de l'Arlésienne qui traduit le poids d'une présence récurrente en quelque sorte invisible et presque imaginaire,, bien avant que Prosper Mérimée, par ailleurs inspecteur général des monuments historiques, ne s'en inspire — très partiellement — pour sa maléfique Vénus d'Ille (nouvelle de 1837), et qu'Alphonse Daudet ne s'en empare (L'Arlésienne des Lettres de mon moulin en 1869), lui qui fréquentait Mistral et partageait son émoi devant la Vénus d'Arles,. Mais c'est Daudet qui fit de ce sentiment populaire diffus un mythe littéraire romanesque.

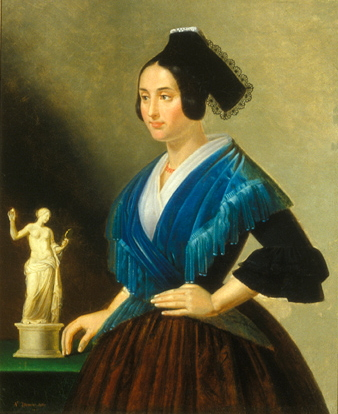
Augustin Dumas, Arlésienne à la Vénus (vers 1860), Arles, Museon Arlaten.

Comme le dit notamment Estelle Mathé-Rouquette, ainsi que d'autres auteurs sur la même ligne,, : « Cette statue a laissé aux hommes de la ville une absence, dont ils ont fait un mythe, et l'assurance d'une perpétuelle renaissance par le sang, qui, de ses veines imaginées, a coulé dans celles des Arlésiennes. »
Le portrait d’une Arlésienne peint par Augustin Dumas symbolise cette filiation mythique. Comme le musée départemental d'Ethnographie d'Arles (Museon Arlaten) le souligne : « La présence près du portrait en buste d’une reproduction miniature de la Vénus d’Arles, que la jeune fille effleure de la main, suggère des liens entre cette arlésienne assimilée à un archétype et une histoire locale glorieuse. […] Au XIXe siècle en effet, bon nombre d’artistes contribuent au mythe d’une filiation entre Arles et la Grèce antique, personnalisée à travers l’image de la femme : “Les femmes d’Arles sont en quelque sorte les Athéniennes de la Provence”, affirmait par exemple le poète Jules Canonge en 1841. En représentant la Vénus d’Arles, le peintre s’inscrit dans cette tradition. »
Bernard Thaon résume : « La Vénus d'Arles ne se réduit pas au bloc de marbre chéri de quelques esthètes […] mais se multiplie au travers des filles d'Arles. »

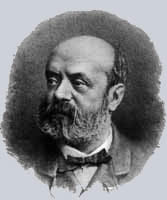
Théodore Aubanel célébra la Vénus d'Arles mieux que quiconque.

Un vieux poème provençal, le plus célèbre du félibre Théodore Aubanel (XIXe siècle), s'intitule « La Vénus d'Arles ». Ce poème « fougueux » traduit la dévotion que la Vénus a suscitée et ce lien de sang évoqué plus haut. Le texte commence par « Tu es belle, ô Vénus d’Arles, à faire devenir fou ! » (traduit en français) et contient notamment cet extrait :
[…]

O douço Venus d'Arle ! O fado de jouvènço !

Ta bèuta que clarejo en touto la Prouvènço,

Fai bello nòsti fiho e nòsti drole san !

Souto aquelo car bruno, o Venus ! i'a toun sang,

Sèmpre viéu, sèmpre caud. E nòsti chato alerto,

Vaqui perqué s'envan la peitrino duberto !

E nosti gai jouvènt, vaqui perqué soun fort

I lucho de l'amour, di brau e de la mort !…

E vaqui perqué t'ame, e ta bèuta m'engano,

E perqué iéu crestian, te cante, o grand pagano !…
([…]

Ô douce Vénus d'Arles ! Ô fée de jouvence !

Ta beauté qui rayonne sur toute la Provence,

Fait belles nos filles et sains nos jeunes gens !

Sous cette chair brune, ô Vénus ! Il y a ton sang,

Toujours vif, toujours chaud. Et nos jeunes filles alertes,

Voilà pourquoi elles s'en vont la poitrine ouverte !

Et nos gais jeunes hommes, voilà pourquoi ils sont forts.

Aux luttes des taureaux, de l'amour, et de la mort !…

Et voilà pourquoi je t'aime, que ta beauté est mienne [m'ensorcelle],

Et pourquoi, moi chrétien, je te chante, ô grande païenne !…)

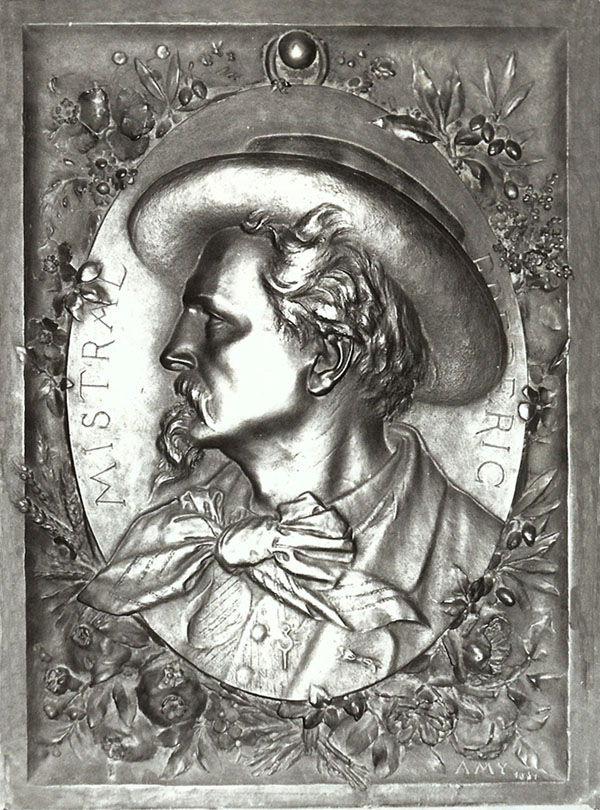
Frédéric Mistral exalta son histoire de l'ethnologie provençale en la plaçant sous l'autorité tutélaire de la Vénus d'Arles.

Aubanel traduira lui-même en 1891 le texte complet en français et amant fervent et passionné de sa beauté plastique, il fera souvent référence à la Vénus d'Arles. En dehors des diatribes poétiques qui alimentèrent la polémique savante du XVIIe siècle (dont celle d'Antoine Magnin), d'autres poètes comme Georges Sylvain puis François Porché lui emboîtent le pas au XXe siècle. Frédéric Mistral lui-même évoque la belle à plusieurs reprises ; il écrira en particulier ces vers dans son œuvre majeure, Mireille, pour laquelle il reçut le prix Nobel de littérature :
Un vòu de chato viroulavon,

E su'n refrin qu'ensèn quilavon,

En danso ardènto se giblavon

Autour d'un flo de marbre en quau disien Venus

Canten Venus, la grand divesso :

De quau prouvèn touto alegresso !

Canten Venus, la segnouresso,

La maire de la terro e dóu pople arlaten !…
(Un essaim de jeunes filles tournoyait,

Et se tordait en danses ardentes,

Autour d'une statue de marbre qu'on appelait Vénus

Et elles répétaient en chœur de leurs voix stridentes :

Chantons Vénus, la grande déesse

De qui vient tout le bonheur !

Chantons Vénus la souveraine,

La Mère de la terre et du peuple d'Arles !… 

— F. Mistral, Mireille, ch. XI)
Bien d'autres écrivains célèbres, ou moins parce qu'ils sont régionaux, prennent la Vénus pour un étalon de la beauté, de Chateaubriand à Flaubert, entre autres, en passant par George Sand mais aussi Laurent Pierre Bérenger en 1786, Richard Lesclide en 1886 et Charles de Martrin-Donos en 1896, etc.
Alexandre Dumas participe ainsi à ce mouvement :

« Une belle jeune fille aux cheveux noirs comme le jais, aux yeux veloutés comme ceux de la gazelle, tenait debout, adossée à une cloison, et froissait entre ses doigts effilés et d'un dessin antique une bruyère innocente dont elle arrachait les fleurs, et dont les débris jonchaient déjà le sol ; en outre, ses bras nus jusqu'au coude, ses bras brunis, mais qui semblaient modelés sur ceux de la Vénus d'Arles, frémissaient d'une sorte d'impatience fébrile… »

Stendhal lui-même écrit :

« Quand j'étais à Marseille, je rencontrai au château Borelli, où j'allais presque tous les soirs,
une société de dames arlésiennes qui étaient venues voir ce joli parc.
La renommée n'est qu'équitable quand elle parle de leur beauté.
Ce sont des cheveux d'un noir d'ébène, tranchant sur un front d'une blancheur éblouissante.
Je n'exagère point ; la forme générale de leurs traits rappelle la Vénus d'Arles […] »

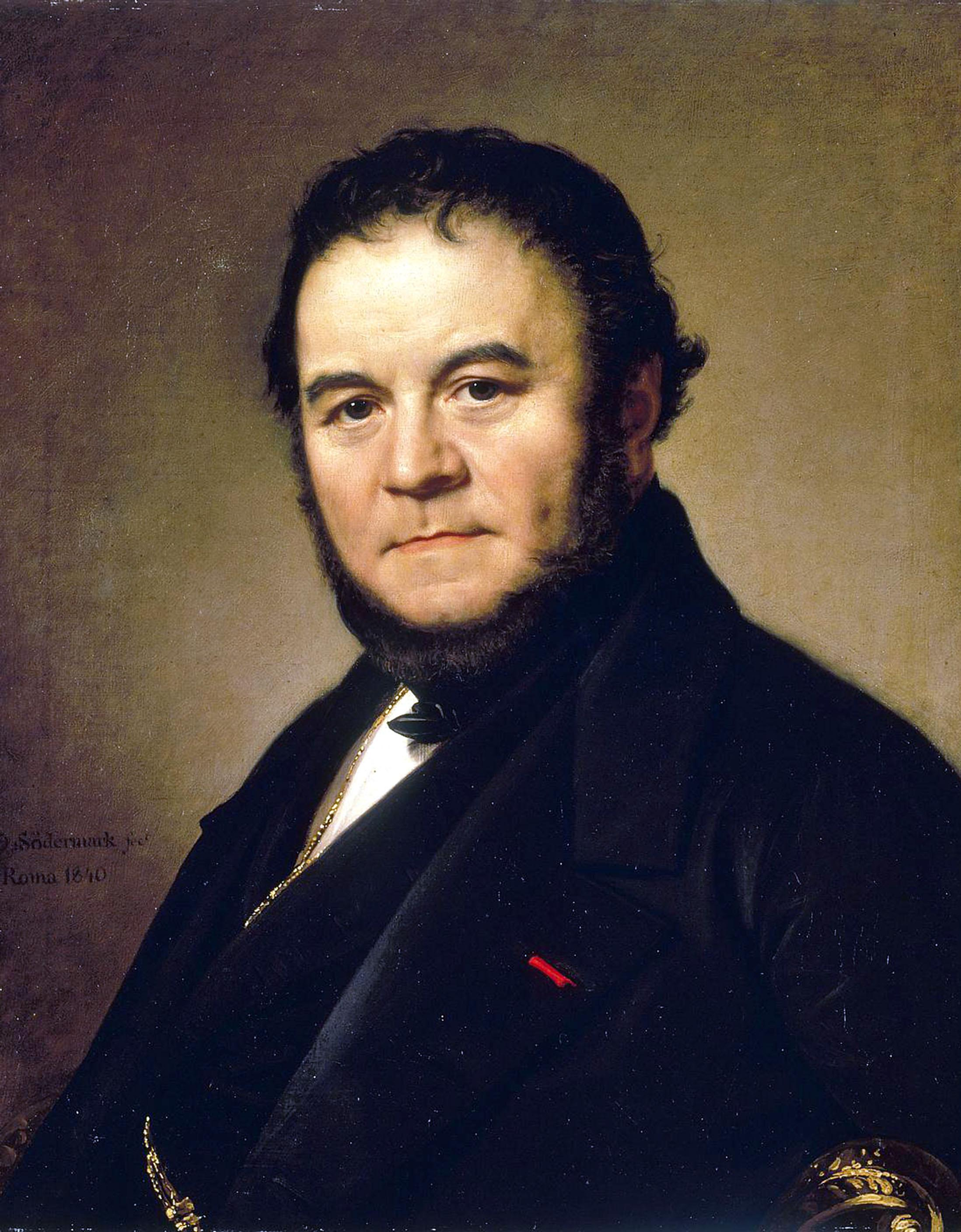
Stendhal tomba sous le charme de la vénus et, comme Mistral, milita pour son retour dans « sa patrie d'origine » à Arles.

Madame de Sévigné évoque elle aussi la Vénus dans ses fameuses lettres, à l'instar d'autres écrivains érudits qui rapportent avec admiration l'existence de la Vénus dans leurs carnets de voyage en France, tels déjà Jean Huguetant en 1680, Jacques-Antoine Dulaure en 1798, Abel Hugo en 1835, la comtesse de Blessington en 1841, Amable Tastu en 1862, Paul Mariéton en 1890 et André Hallays en 1913. En 1833, Augustin Fabre écrit :

« On vantait la Vénus d'Arles. On admirait la grâce de son voluptueux sourire, la pureté de ses formes enchanteresses, et les femmes lui sacrifiaient, bien dignes par la renommée de leurs charmes de professer son culte. »

Curieusement, le mythe de l'Arlésienne a prospéré alors que le souvenir de sa matrice vénusienne en marbre s'est estompé à l'égal de son aura dans l'art antique, même si le troisième millénaire s'ouvre sous de meilleurs auspices.
Peu d'auteurs se réfèrent à la Vénus d'Arles au XXe siècle et Bernard Citroën est sans doute une exception. Cependant, un regain d'intérêt s'esquisse en ce début du XXIe siècle, avec ces évocations admiratives de la Vénus sur un roman-blog datées de janvier et février 2011, cette ode en mai 2013 sur un site de poésie et cette comptine urbaine en 2014. Dans le même temps divers artistes contemporains, peintres, photographes ou quelque anonyme du street'Art sont à nouveau inspirés par l'antique vénus.
D'ailleurs, plus de trois siècles après sa découverte, la Vénus suscite toujours la nostalgie. Son retour à Arles a ainsi été réclamé par des nationalistes occitans dans un communiqué en date du 2 février 2007, suivi d'interventions auprès du président-directeur du musée du Louvre et des autorités politiques, ce qui ne fait que raviver le regret et le mythe de l'absence cultivés par Frédéric Mistral qui, dénonçant l'abandon de l'antique Arlésienne par les autorités locales, avait lui aussi demandé qu'elle rentre au bercail en 1891 ; précédé en 1838 par Stendhal dans Mémoires d'un touriste, également depuis les années 1903-1912, demande relayée par la Société des amis du Vieil Arles (qui obtint du Louvre le retour du buste d'Auguste) ; et encore en 2011, par le président du conseil régional de Provence-Alpes-Côte d'Azur, ancien ministre et maire d'Arles Michel Vauzelle ; puis en 2020 par la députée des Bouches-du-Rhône Monica Michel à l'occasion de la réouverture du Museon Arlaten, puis de la nomination du ministre de la Culture, Roselyne Bachelot que connaît bien le nouveau maire d'Arles, Patrick de Carolis ; ce dernier plaidant pour une mise en dépôt de l'œuvre afin de respecter l'intégrité de la collection du Louvre,, le musée national n'ayant pas hésité à déjà permettre à la Vénus de retrouver Arles en 2013 pour les besoins d'une exposition (supra).
Pour plaider le maintien in situ des restes antiques d'Arles, Aubin-Louis Millin, parlant du midi, n'avait-il pas fait valoir dès 1806 que la France « est le seul état de l'Europe dont une de ses contrées puisse rivaliser avec la Grèce et l'Italie » mais, comme l'indique l'actuel commentaire sous la copie de la Vénus du musée de l'Arles Antique, la belle Arlésienne de marbre « eut le malheur de plaire à Louis XIV » ; elle est donc à ce jour la propriété inaliénable des collections nationales.

### Créations artistiques autour de la Vénus

#### Art contemporain

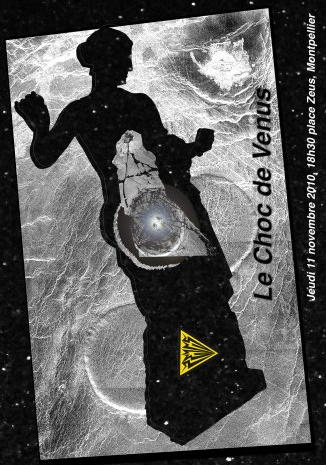
Le choc de la Vénus (Zevs à Montpellier - 2010).

- Lucien Clergue, photographe arlésien, entreprend un travail sur la Vénus d'Arles au Louvre (collages photographiques, surimpression), Paris, 1991[302] (une des œuvres réalisées) ;
- Élèves de l'Académie d'Aix-Marseille qui refont la garde-robe de la Vénus d’Arles (collages photographiques)[303]
  - Collège Jules-Ferry à Marseille, une classe de 6e, février 2007[304] ;
  - Collège Carcassonne à Pelissanne, une classe de 4e latiniste, avril 2010[305]
- Série d'expositions organisées à Arles concernant la Vénus d'Arles, 24/26 novembre 2006[306] :
  - La Vénus fait un carton : TOY recrée la Vénus d’Arles en bandelettes de carton ;
  - La Vénus d’Arles s’est échappée : des dessinateurs créent une bande dessinée ;
  - Vénus virtuelle : Remodélisation en 3D de la Vénus d’Arles ;
- Saleire, Portrait de la Vénus d'Arles customisée, poster (début du XXIe siècle)[307] ;
- Zevs,  Le choc de Vénus.  En 2010, consécutivement au renversement accidentel de la copie de la Vénus d'Arles située place Zeus à Montpellier (supra ), l'auteur s'est emparé de l'évènement pour une mise en scène fluorescente sur les lieux mêmes de l'accident[218] ;
- David Pinzón, Les héritières de Vénus, installation photographique vidéo, à l'occasion de la venue de la Vénus d'Arles à l'exposition « Rodin, la lumière de l'antique », Musée départemental de l’Arles Antique, 2013 (supra)[308] ;
- Dominik Barbier, La Vénus s'éveille ou I’m your Vénus, scénographie électronique sur le mythe et l'histoire de la Vénus d’Arles pour la 9e, projection à l'Hôtel de ville, Nuit des musées à Arles, Musée départemental de l’Arles Antique, mai 2013 [309],[310],[311],[312] ;
- Anne Eliayan, Le symbole de la beauté des arlésiennes : la Vénus d'Arles, photomontage, in série « Monuments et lieux », Arles, 2014[313] ;
- Robert Delord, Vénus, dite Vénus d'Arles..., in Photographies 3D de l’exposition « Moi Auguste, empereur de Rome », Paris, 2014 (supra)[314] ;
- Françoise Souchaud (Souchaud Art Project), déclinaison collective autour du thème de la « Vénus éternelle » à Arles, Hôtel-Dieu Espace Van Gogh, du 15 au 25 mars 2015[315],[316] ;
- Véronique Ellena, photographe, a travaillé sur la Vénus d’Arles à l’occasion de sa rétrospective au musée Réattu (Arles) en 2018 (30 juin au 30 décembre)[317] ;
- Daniel Arsham, exposition « Paris 3020 », Galerie Perrotin (Paris) (11 Janvier au 21 Mars 2020) ; réappropriation de chefs-d’œuvre de l’Antiquité classique, en collaboration avec l'atelier de moulage du Louvre, dont la Vénus d'Arles, la Vénus de Milo, etc. (sculptures et photographies)[318],[319].

#### Comédies et littérature
Outre les œuvres littéraires déjà évoquées (supra) :
- Joseph Bard, « La Vénus d'Arles. Lecture du matin », (roman) Abraham Cherbuliez (Paris) et L. Babeuf (Lyon), 1834, deux tomes en un volume, XVI-264 p., in-8°. [lire en ligne] ;
- Georges Denola, La Vénus d'Arles (film) (1911) (interprètes : Jeanne Brindeau, Andrée Divonne, André Lefaur, Armand Tallier)[320] ;
- Jean-Marie Floret (Préf. de Émile Ripert), La vénus d'Arles (roman), Éditions de la Revue « En Provence », 1931, 272 p
- Joseph Méry, avec Auguste Barthélemy, La Vénus d'Arles (1866) Lire en ligne; Marthe la blanchisseuse. La Vénus d'Arles (1874) (romans)
- Jean Variot, La Vénus de Praxitèle, T. 1 (madame Candaule T. 2), lithog. Paul Jarach, Lefèbvre Henri, Paris, 1948 (romans)
- Louis Varney, La Vénus d'Arles, (opéra comique) , livret de Paul Ferrier et Armand Liorat, créé le 30 janvier 1889, Paris, Nouveautés (interprètes : M. Piccaluga et Mlle Auguez, immortalisés par Nadar[321]) ;

#### Gravures et dessins anciens
- Simon Thomassin, « Vénus d'Arles », dans Recüeil des figures, groupes, thermes, fontaines, vases, et autres ornemens tels qu'ils se voyent a présent dans le chateau et parc de Versailles : gravé d'après les originaux, Paris, Simon Thomassin, 1694 (lire en ligne), p. 39
- In Recueil d’antiquités formé par monsieur Laurent Bonnemant (après 1680) (Ms 242, Médiathèque d’Arles) :
  - Pierre-Mathieu Ogier de Lyon, La Vénus d'Arles, deux dessins, (avec miroir), 1687(Jacquemin 1863, p. 366),[322]
  - Wolffy J., La Vénus d'Arles
  - Mesnaget, Diane d'Arles (sans bras), eau forte, 1657(Jacquemin 1863, p. 366)
- in Recueil de dessins et contre-épreuves de différents maîtres (Vol. 453), composé par Pierre-Adrien Pâris - Dessin anonyme du XVIIIe siècle, Bibliothèque municipale de Besançon[323] ;
- Maurice Boudot-Lamotte, La Vénus d'Arles, (fin XIXe siècle), Musée départemental de l'Oise (Beauvais) ;

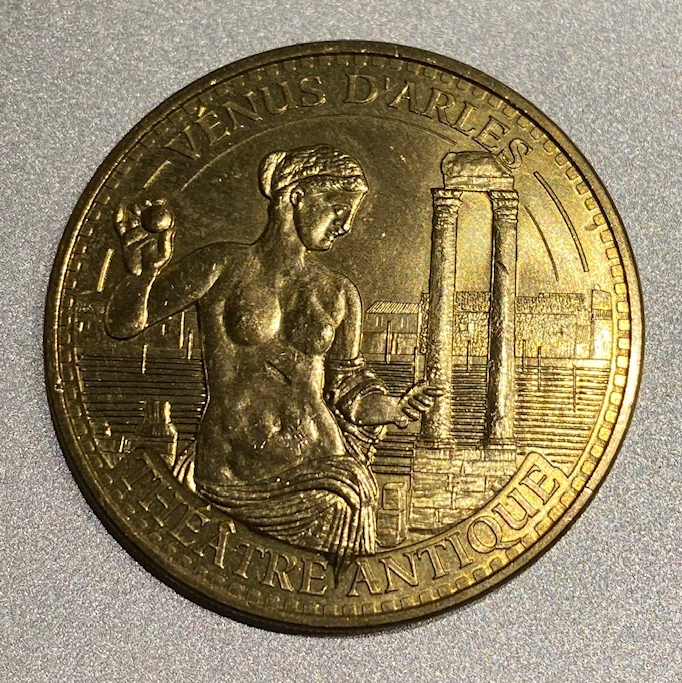
La Vénus d'Arles devant les « deux veuves » sous lesquelles elle fut retrouvée (Monnaie de Paris - 2013)

- Paul Maurou, Lecture de la Vénus d'Arles au théâtre antique avec les Cigaliers, eau forte, vers 1884[324];
- Philippe Mellan, Diane d’Arles, (sans bras, avec armoiries) (1653), Arles, Collection privée[325] (C'est la toute première gravure réalisée[326]) ;
- Jean-Baptiste Monicart, La Vénus d'Arles in "Versailles immortalisé par les merveilles parlantes", tome 1, 1730, Châteaux de Versailles, Étienne Ganeau et Jacque Quillau, p. 400 (Lire en ligne) ;
- Jean-Frédéric-Guillaume Muller, gravure de la Vénus d'Arles, pour le Musée Robillard, Paris, vers 1804[327]
- Alice Reboursière, Vénus d'Arles, étude académique de la tête au fusain, 1901 (Collection particulière)[328] ;
- Denis Testeblanque, Diane d'Arles (sans bras) (1659)(Jacquemin 1863, p. 366)>  (Médiathèque d’Arles)
- Simon Thomassin :
  - La Vénus d'Arles (deux estampes), in Recueil de cinquante des plus belles figures antiques et modernes, placée dans la Galerie des Glaces du château et parc de Versailles (XVIIIe siècle), Châteaux de Versailles[329].
  - La Vénus d'Arles (sans bras), Bibliothèque Méjanes, Arles (Ref AP55S02047)
- N. Tinet, La Vénus d'Arles, gravure sur cuivre de Benoît-Louis Henriquez (1787)[330] in « Abrégé chronologique de l’histoire d’Arles... » de Jean-François Noble de Lalauzière, Arles, Imprimerie de Gaspard Mesnier, 1808.
- Monnaie de Paris -  Médailles touristiques
  - La Vénus d'Arles à la pomme devant les « deux veuves » du Théâtre antique d'Arles (2013)
  - Théâtre antique d'Arles (statuaire) : Auguste, Vénus d'Arles sans bras (2017)[331]

#### Peintures, art mural

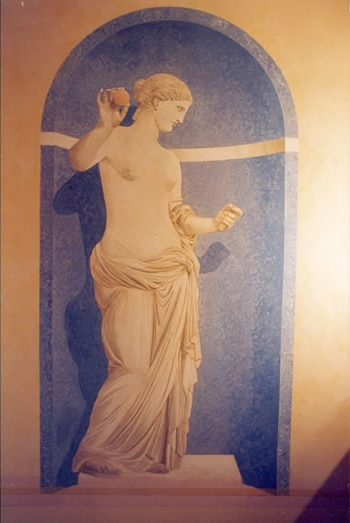
Peinture murale de Jean Thiry - XXe siècle.

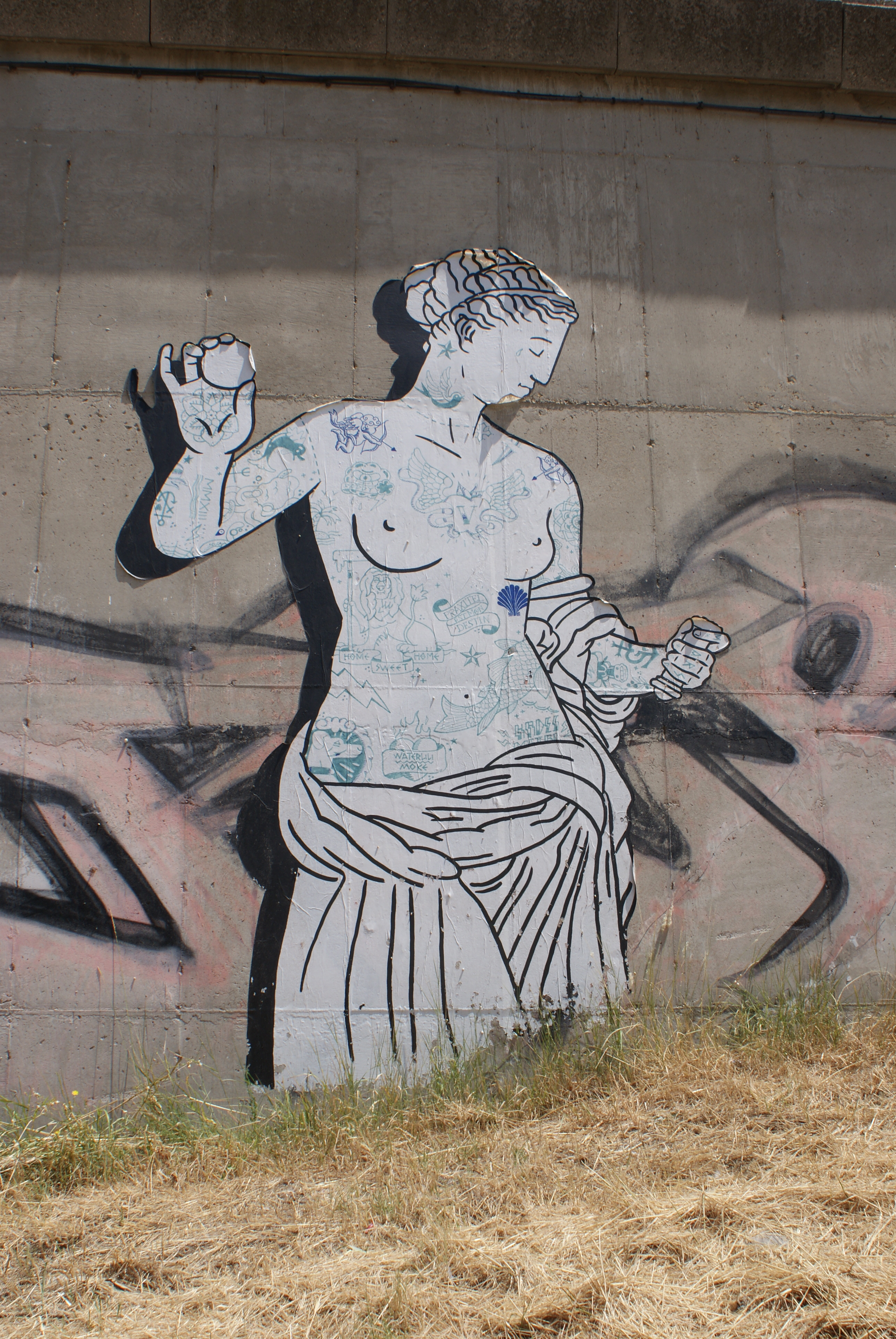
Graphe-tag sur la rocade d'Arles (2013).

- Augustin Dumas (1800-1870), dit Le Long de Castelan[332], Arlésienne à la Vénus, (peinture) (1858), Arles, Museon Arlaten (illustration supra) ;
- Mandon de Cazan, La Vénus d'Arles, peinture de plafond, en médaillon (1767), salle du conseil de l'Hôtel de ville d'Arles[333]
- Michel Ghougassian, Trompe-l’œil mural d’après la Vénus d’Arles, Château de la Canière à Thuret (1995)[334]
- François Huard, Les Fouilles de la tour de Roland (vers 1843), Museon Arlaten, Arles (on ne voit pas la vénus mais les fouilles à son propos) ;
- Magali Junior, Vénus d'Arles, acrylique sur toile (2008) (collection de l'auteure)[335] ;
- Jean-Pierre Leclercq, Venus et Aphrodite, confrontation entre une vénus réelle et le mythe antique. En son atelier (Vacqueyras - 2018)[336]
- Léo Lelée
  - La Vénus d’Arles, Lithographie (1903) ;
  - Affiche du 25e anniversaire des Fêtes d'Arles (1947)[337] (Médiathèque Arles)
- Mathilde L'Huillier, Portrait de la Vénus d'Arles, mosaïque murale réalisée en pâte de verre italienne de Trend[338] (début XXIe siècle) (collection particulière)[339] ;
- Brigitte Masson, La Vénus d'Arles, aquarelle contemporaine, Arles (collection particuière) (2015)[340]
- Florent Natoire, Les antiquités d'Arles en un seul point de vue, pastel, 1777 (La Vénus déjà à Versailles y apparaît en silhouette évidée évoquant son absence) (Museon Arlaten, Arles)
- Hubert Robert montrant la salle de l’Apollon du Belvédère dans son aménagement du tout début du XIXe siècle, dans laquelle on reconnait la Vénus d’Arles et l'Aphrodite du Capitole[341] ;
- Jean Thiry, La Vénus d'Arles, peinture murale en trompe-l'œil (seconde moitié du XXe siècle), (collection du peintre) - Carros (près de Nice) - (ci-dessus) ;
- André Vigneau, Vénus d'Arles, affichette publicitaire pour Innoxa (1930), imprimerie Lecram-Press[342] ;
- Anonyme, graphe-tag papier (expression du street'Art), sur les flancs de la rocade d'Arles à l'entrée du Musée de l'Arles antique (2013)

#### Sculpture
- Anonyme :
  - Relief d'une tête de femme d'après la Vénus d'Arles, Musée Bouchard (Paris);
  - Buste de la Vénus d'Arles du XVIIe siècle, Maison Carrée de Nîmes[343];
  - Statuette d'après la Vénus d'Arles, Musée de Brou (Bourg-en-Bresse);
  - Statuette de la Vénus d'Arles, reproduction en bronze à patine noire nuancée vernie, 41 cm, fin XIXe siècle (collection particulière)[344]
- Liliane Guiomar, Vénus d'Arles, statuette en grès, sans bras, pour le Forum lyrique européen d'Arles (XXe siècle), (photo ci-contre et détails ci-après);
- Ludwig von Hofer (de) (1801-1887), statue grandeur nature de la Vénus d'Arles (aujourd'hui endommagée), avec une coiffure réinventée en fonction des goûts de l'époque, XIXe siècle (jardin du château de Stuttgart) (photo supra);
- M. Richard, Tête d'après la Vénus d'Arles, Hôtel du gouverneur général (Paris)
- Fonderie Ferdinand Barbedienne, statue en bronze de la Vénus d'Arles, 84 cm (1880)[345] Cf. illustration[346]
- Fonderie Val d'Osne, statues en fonte de la Vénus d'Arles du XIXe s ou tout début du XXe s qui sont connues : un exemplaire moyen format (hauteur 1,30 m, sur socle en bois)[347] et deux exemplaires à l’échelle 1 implantés, l'un dans le jardin du mail à Angers, l'autre dans le vertugadin du château de Chantilly[348] (supra).

#### Événements

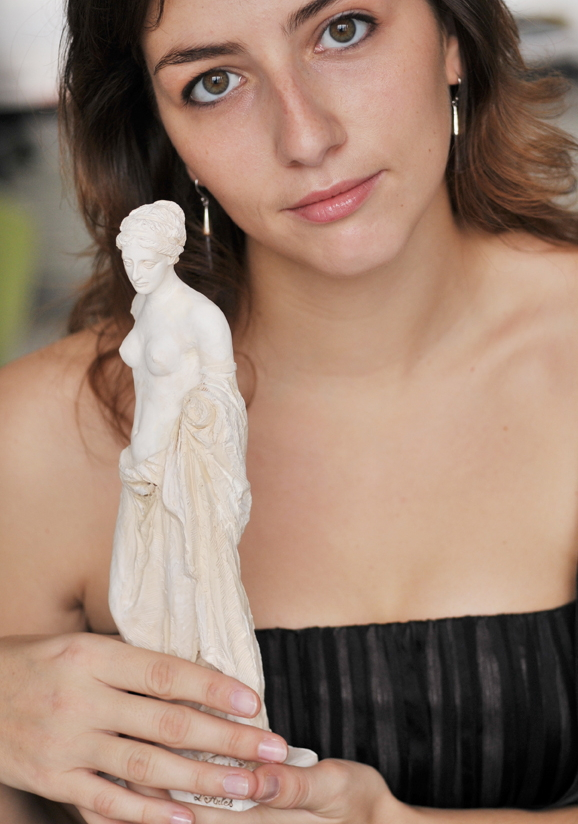
Le trophée du Forum lyrique européen d'Arles dans les mains d'une de ses lauréates, Olivia Doray (2007).

- Art Lyrique - La Vénus d'Arles a donné son nom et sa silhouette à un trophée annuel remis comme premier prix et prix du public du concours « Opéra en Arles » dans le cadre du Forum lyrique européen organisé depuis 2000 par le Comité des fêtes de la ville d'Arles (généralement en juin). La sculpture numérotée constituant le trophée (ci-contre), est l'œuvre de Liliane Guiomar, peintre régional et maître santonnier, Meilleur ouvrier de France (supra);
- Le printemps des musées - Lors de l'édition 2004, par exemple, le Musée de l'Arles et de la Provence antiques proposait aux jeunes enfants de « croquer la Vénus » et à tous, une «visite-atelier sur l'aventure et les mésaventures d'un objet archéologique :  La Vénus d'Arles[349] ».
- Le Musée départemental Arles antique proposait en 2009 et en 2010 deux contes de Fabien Bages : « Il était une fois... la Vénus d'Arles », présenté comme le récit au jour le jour de la naissance de la statue aux époques antiques, de son étrange découverte et de son extraordinaire destin, ainsi que l'histoire de la sulfureuse déesse et de toute sa tumultueuse parenté ; « Les Dieux et la naissance des étoiles » présenté comme la fin des aventures de la Vénus d'Arles qui évoque la naissance des étoiles[350].

- Le Comité international des jeux mathématiques, lors de sa deuxième chasse aux trésors en novembre 2009 a posé une énigme mettant fortuitement en scène la Vénus de Milo, la Vénus d’Arles et la Victoire de Samothrace[351].
- L'atelier artisanal de peinture sur verre « La Vénus d’Arles », dont la marque est déposée début 2015, expose pour la première fois ses créations autour de la vénus à Port-Saint-Louis-du-Rhône (Arles) du 20 juillet au 2 août 2015[352]. La vénus a même son parfum désormais[353].

#### Source d'inspiration
- Œuvres littéraires : 
  - Pour sa Vénus d'Ille, Prosper Mérimée pourrait s'être inspiré de plusieurs Vénus, dont la Vénus d'Arles (supra) (1835/1837)
  - Alphonse Daudet pourrait s'être inspiré de l'histoire changeante et mouvementée de la Vénus d'Arles pour l’Arlésienne des Lettres de mon moulin (supra) (1869)
- Sculptures et art contemporain :
  - L'exposition consacrée à Auguste Rodin à Arles en 2013 évoque les sculptures antiques ayant inspiré l’artiste, parmi lesquelles figure la Vénus d'Arles (supra) (vers 1880/1900)
  - Pour sa Vénus au chiffons (Venere degli stracci/Vénus off rags) Michelangelo Pistoletto se serait inspiré de plusieurs Vénus, dont la Vénus d'Arles[354]. (1967/1974)